# Rivalidad Nadal-Djokovic
La rivalidad Djokovic-Nadal (o indistintamente rivalidad Nadal-Djokovic) es una rivalidad deportiva que existió entre el tenista serbio Novak Djokovic y el tenista español Rafael Nadal. Está considerada como una de las mayores rivalidades de la historia del deporte y la mayor de la Era Abierta. Se vieron las caras en 60 ocasiones (récord en la Era Abierta), con un balance de 31 victorias para Djokovic y 29 para Nadal. En finales, el balance también es favorable al serbio, al haber vencido en 15 de ellas mientras que Nadal venció en 13. Adicionalmente, ambos jugadores son los que más vencieron al otro. Además, es importante destacar que la primera parte de la rivalidad (2006-2010) fue ampliamente dominada por el español 16-7. Por otra parte, la segunda (2011-2016), Djokovic dominó aún más 19-7. Asimismo, la tercera parte, desde 2017 hasta 2024, cuando la cantidad de enfrentamientos por año disminuyó, ha estado apretada, con Nadal liderando 6-5, si bien toca destacar que todas sus victorias fueron en arcilla, mientras que el serbio sí le ganó en las 3 superficies y en Grand Slam (Wimbledon 2018, Australia 2019 y Roland Garros 2021). Del mismo modo, si se contabiliza solamente las veces que uno le ganó al otro que era número 1, el récord queda igualado 10-10. No sobra destacar que en 2009, Nadal llegó a liderar la serie 14-4, mientras que Djokovic, de 2011 a 2024, derrotó al español en 24 ocasiones (13-2 en pista dura, 2-0 en hierba y 9-11 en tierra batida), frente a 13 derrotas. 
Sus enfrentamientos se produjeron en todas las categorías del tenis profesional: Grand Slam, Juegos Olímpicos, Masters Cup, Masters 1000, ATP 500, ATP 250 y torneos colectivos (Davis y ATP Cup). La rivalidad se alarga en el tiempo desde 2006 hasta 2022, convirtiendo esos 16 años en la rivalidad más longeva de la Era Abierta. Se han enfrentado en, al menos, 18 torneos diferentes, siendo en Roland Garros donde más se ha enfrentado, diez en concreto, con un balance favorable a Nadal de 8-2. La superficie donde más ocasiones se han enfrentado es en arcilla donde es el español quien lidera el cara a cara por 20-8. Con esto dicho es importante señalar que 3 veces se enfrentaron en las 3 superficies en un mismo año (2007, 2008 y 2011). Asimismo, en 2007 se enfrentaron en las 3 superficies más la dura indoor.
De todos sus enfrentamientos, 18 fueron en torneos de Grand Slam, récord absoluto. El cara a cara de estos partidos es favorable a Nadal por 11-7; e incluyendo las finales, el español gana por 5-4. Ambos poseen el récord de disputar cuatro finales consecutivas de Grand Slam: desde Wimbledon 2011 a Roland Garros 2012. También poseen el récord de ser la única rivalidad de la historia que se ha enfrentado en las cuatro finales de Grand Slam. De sus 18 enfrentamientos, 3 de ellos llegaron al quinto set: la final de Australia 2012; y las semifinales de Roland Garros 2013 y Wimbledon 2018. 
En las ATP Finals se vieron las caras en cinco ocasiones, con un balance favorable al serbio por 3-2: en 2007, 2009, 2010, 2013 y 2015. Cabe destacar el enfrentamiento en la final que se produjo en 2013 y que venció el serbio en dos sets. En Masters 1000 se han enfrentado en 14 finales con un balance de 7-7. En competiciones por países se vieron las caras en las semifinales de Pekín 2008, donde venció el español en un apretado partido de tres sets, y en los octavos de final de la Copa Davis en 2009, donde también venció el balear en tres contundentes sets. Por último y hasta la fecha, su último enfrentamiento en competiciones por países se dio en la ATP Cup en 2020, partido que resolvió el serbio a su favor en dos sets.
Entre 2010 y 2024, esta rivalidad, anteriormente eclipsada por la rivalidad entre Federer y Nadal, ha sido ampliamente reconocida como la más importante de la Era Abierta, no sólo por la cantidad de ocasiones en las que se enfrentaron, si no por la multitud de finales que han disputado desde el Abierto de Estados Unidos 2010 y, posteriormente, las diez finales consecutivas que disputaron entre 2011 y 2012 como número uno y dos del mundo, tanto en torneos de Grand Slam como en Masters 1000. Tras el ascenso de Nadal al número 1 en detrimento del suizo Roger Federer, surgía un nuevo rival a la altura del español. La final del Abierto de Australia 2012 fue claramente considerada como uno de los mejores partidos de todos los tiempos. Analistas deportivos como el ex-número 1 del mundo y campeón de siete Grand Slams, el norteamericano John McEnroe, comentó que tanto esa final como la semifinal de Roland Garros 2013 fueron los dos mejores partidos jugados en pista dura y tierra batida respectivamente de toda la historia.
Existen varios otros aspectos significativos en esta rivalidad:
- Djokovic es el jugador con más títulos de Grand Slam (24); Nadal es segundo con 22.
- Final de Grand Slam más larga en la Era Open (Australia 2012 con 5 horas y 53 minutos).
- Djokovic, único jugador en ganarle a Nadal en todos los Grand Slam.
- Nadal es el único jugador que le ha ganado 2 finales de Grand Slam en dura a Djokovic.
- Entre Nadal y Djokovic poseen 12 récords absolutos o compartidos: Grand Slam, Roland Garros, Australia; Masters Cup; Masters 1000;  Roma; Montecarlo; Madrid, Shanghai; París, Indian Wells y Miami. (8 de Djokovic y 4 de Nadal)
- Djokovic impidió que Nadal ganara el Torneo de Maestros, así como los Masters de Miami y París.
- Se enfrentaron todos los años sin interrupción desde 2006 hasta 2022.

## Frente a frente
| Aspecto                                 | Djokovic                                | Nadal                        |
| --------------------------------------- | --------------------------------------- | ---------------------------- |
| Edad                                    | 22 de mayo de 1987 (38 años)            | 3 de junio de 1986 (39 años) |
| Lugar de Nacimiento                     | Belgrado, Serbia                        | Manacor, Mallorca, España    |
| Residencia                              | Montecarlo, Mónaco                      | Manacor, Mallorca, España    |
| Estatura                                | 6'2" (188 cm)                           | 6'1" (185 cm)                |
| Peso                                    | 170 lbs (75 kg)                         | 187 lbs (85 kg)              |
| Juego                                   | Diestro                                 | Zurdo                        |
| Revés                                   | Dos manos                               | Dos manos                    |
| Profesional desde                       | 2003                                    | 2001                         |
| Carrera Ganados/Perdidos                | 1150/231                                | 1080/228                     |
| Títulos en toda su carrera              | 100                                     | 92                           |
| Premios en dinero en toda su carrera    | USD $188,934,053                        | USD $134,946,100             |
| Cara a cara en partidos oficiales       | 31                                      | 29                           |
| Cara a cara en finales                  | 16                                      | 13                           |
| Semanas número 1 del mundo              | 428                                     | 209                          |
| Semanas consecutivas número 1 del mundo | 122                                     | 56                           |
| Años finalizados número 1 del mundo     | 2011-2012-2014-2015-2018-2020-2021-2023 | 2008-2010-2013-2017-2019     |

Tomado de la página oficial de la ATP.
No se tienen en cuenta los títulos de Copa Davis ni ATP Cup al ser competiciones por equipos.

## Análisis de la rivalidad
Numerosos comentaristas, ex-jugadores y periodistas deportivos, coinciden en que esta rivalidad tiene el potencial de ser la mayor rivalidad deportiva en la historia del tenis, debido a la cantidad de partidos que ya se jugaron entre los dos, la calidad de los mismos y la diferencia de edad de sólo un año.
Djokovic es el jugador con más victorias frente a Nadal (31). Nadal es también el jugador con más victorias frente a Djokovic (29). El serbio es el único jugador que ha derrotado a Nadal en cuatro finales de tierra batida, el único que le ha derrotado en Roland Garros en dos ocasiones y en una de ellas en sets corridos, y el único jugador en vencer a Nadal en siete finales consecutivas. Ambos juegan un estilo similar de tenis pero tienen diferencias que hacen que sus partidos sean competitivos y únicos. Djokovic es el único jugador en derrotar a Nadal en tres finales consecutivas de Grand Slam y el único jugador en derrotar a Nadal en los cuatro Grand Slams. Por el contrario, Nadal es el único jugador que ha derrotado a Djokovic en dos finales de Grand Slam en pista dura: US Open 2010 y 2013.
Muchos expertos concluyen que Djokovic es el único desafío para Nadal en tierra batida, teniendo en cuenta que el suizo Roger Federer ha conseguido vencer al español únicamente dos veces en esta superficie a lo largo de toda su carrera (véase rivalidad Federer-Nadal). Al finalizar 2010, Nadal contaba en su palmarés con nueve títulos de Grand Slam y conseguía terminar el año por segunda vez como número 1 del mundo, esto unido a la cada vez mayor superioridad sobre Federer hizo que muchos pensaran que por fin se daría el relevo del suizo en el trono del tenis mundial, no sólo por todos los logros que estaba consiguiendo el español, si no por su juventud y por la existencia de únicamente el suizo como principal rival. Sin embargo, Djokovic respondió en 2011 con una de las mejores temporadas de la Era Abierta, demostrando sin ninguna duda que estaba a la altura de Nadal y de Federer. Desde entonces y hasta la actualidad, la rivalidad entre ambos ha alcanzado dimensiones históricas en el deporte blanco.
Esta rivalidad es, junto a la rivalidad de las norteamericanas y hermanas Serena Williams y Venus Williams, la única de toda la historia del tenis que ha participado en todas las finales de Grand Slam (y además de forma consecutiva).
El dominio de la rivalidad ha cambiado de un lado a otro en varias ocasiones. En sus diez primeros enfrentamientos, Nadal lideraba el cara a cara por 7-3, el serbio no fue capaz de vencer al español hasta el tercer encuentro que disputaron (cuartos de final del Masters 1000 de Miami de 2007). Al término de 2010, el español dominaba el balance por un contundente 16-7, destacando las victorias en la final del Masters 1000 de Indian Wells en 2007 y del Masters 1000 de Montecarlo y del Masters 1000 de Roma en 2009, además de la final del Abierto de Estados Unidos en 2010. A partir de entonces, el serbio venció siete encuentros de forma consecutiva para situar la serie en 16-14. Djokovic venció de forma consecutiva en las finales de Indian Wells, Miami, Madrid, Roma, Wimbledon, Abierto de Estados Unidos y Abierto de Australia (éste último ya en 2012). En 2012 y después de perder la final del Abierto de Australia, Nadal parecía no encontrar soluciones al juego del serbio, hasta que finalmente fue capaz de derribar el muro impenetrable del balcánico y en la temporada de tierra batida le endosó tres derrotas consecutivas en las finales del Masters 1000 de Montecarlo, Roma y Roland Garros. De esta forma la serie quedaba 19-14 favorable al español al término de 2012. 
En los años 2013 y 2014 las victorias se las repartieron casi a partes iguales. En 2013 el cara a cara fue de 3-3, destacando de entre todos ellos las semifinales que disputaron en Roland Garros, partido considerado como uno de los mejores de la historia en tierra batida. Nadal se llevó la victoria en el quinto set por 9-7 tras más de cuatro horas y media de partido. También ese mismo año, el español derrotó al serbio en la final del Abierto de Estados Unidos en cuatro sets, mientras que el serbio se tomaría la revancha venciendo a Nadal en la final del Torneo de Pekín y en la final del ATP World Tour Finals. En 2014 el cara a cara fue de 2-1 favorable al serbio, aunque su encuentro más destacado fue de nuevo en Roland Garros, esta vez en la final, donde de nuevo prevaleció Nadal venciendo a Djokovic en cuatro sets para alzarse así con su décimo cuarto Grand Slam. Al término de 2014, la rivalidad presentaba un cara a cara de 23-19 favorable al español.
Entre los años 2015 y 2016, ambos disputaron un total de siete enfrentamientos los cuales se saldaron con siete victorias de Djokovic. El español atravesó su peor año como profesional en 2015, y 2016 supuso un año problemático con las lesiones. Nadal vio rota además su particular racha de 10 temporadas consecutivas ganando, al menos, un Grand Slam y un Masters 1000. Durante estos dos años, los partidos más destacados fueron los cuartos de final que disputaron en Roland Garros, con una contundente victoria del serbio en tres sets, infligiendo de esta forma la segunda derrota de Nadal en toda su carrera en el torneo parisino. También destacan las finales en el Torneo de Pekín en 2015 y en el Torneo de Doha en 2016. Ésta última victoria del serbio supuso la número 24 sobre Nadal, lo que le situaba por primera vez desde que se enfrentaron en 2007 como líder de la rivalidad. Al término de 2016, el balance reflejaba 26-23 a favor de Djokovic.
En los siguientes años, entre 2017 y 2019, la rivalidad se volvió más igualada que nunca con varias victorias para cada uno. En 2017 y parte de 2018, Djokovic atravesó su peor año como profesional desde 2011. Ello lo aprovechó el español para regresar a un gran nivel de juego y de estado de forma, consiguiendo derrotar al serbio en 2017 en la semifinal del Masters 1000 de Madrid, cortando así la racha de siete derrotas consecutivas. Posteriormente, en 2018, volvería a vencerle en las semifinales del Masters 1000 de Roma, recortando el cara a cara hasta 26-25. Pero Djokovic volvió a resurgir en Wimbledon, venciendo a Nadal en las semifinales del torneo por 10-8 en el quinto set, en un partido memorable que duró más de cinco horas y que se alargó durante dos días. En 2019, Djokovic aplastó al español en la final del Abierto de Australia por tres sets a cero, en la que supone la única final de Grand Slam en la que Nadal no fue capaz de conseguir un sólo set. Ese mismo año, el español derrotaría al serbio en la final del Masters 1000 de Roma. 
En los años 2020 y 2021, ambos protagonizaron partidos para la historia. En 2020, Nadal igualaba los 20 Grand Slams del suizo Roger Federer al vencer a Djokovic en la final de Roland Garros. Tomándose revancha por lo sucedido en Australia el año anterior, el español aplastó a Djokovic en tres sets mostrando una superioridad abrumadora y endosando al serbio en el primer set el único 6-0 que ha sufrido en una final de Grand Slam. Sin embargo, sería el serbio quien se vengaría de nuevo en 2021, volviendo a derrotar por segunda vez en su carrera a Nadal en Roland Garros, esta vez en semifinales y en cuatro sets, para, posteriormente, terminar consiguiendo también su vigésimo Grand Slam, igualando al suizo y al español en lo más alto del palmarés.
Hasta la fecha, la rivalidad se encuentra en 30-29 favorable al serbio.

## Rivalidad en torneos ganados

### Torneos grandes
| Leyenda (2004–2008)            | Leyenda (2009–presente)        | Djokovic | Nadal |
| ------------------------------ | ------------------------------ | -------- | ----- |
| Grand Slam                     | Grand Slam                     | 24       | 22    |
| Tennis Masters Cup             | ATP World Tour Finals          | 7        | 0     |
| ATP Masters Series             | ATP World Tour Masters 1000    | 40       | 36    |
| Juegos Olímpicos               | Juegos Olímpicos               | 1        | 1     |
| ATP International Series Gold  | ATP World Tour 500 Series      | 15       | 23    |
| ATP International Series       | ATP World Tour 250 Series      | 13       | 10    |
| Total títulos individuales ATP | Total títulos individuales ATP | 100      | 92    |
| Copa Davis*                    | Copa Davis                     | 1        | 5     |
|                                | Copa ATP                       | 1        | 0     |
| Total torneos grandes          | Total torneos grandes          | 102      | 97    |

- La ATP Cup y la Copa Davis son torneos por equipos, por eso no se tienen en cuenta en la cantidad de títulos individuales, de acuerdo a la metodología de conteo de títulos de la ATP.

### ATP/ITF Ránkings
| Ránkings                 | Djokovic | Nadal |
| ------------------------ | -------- | ----- |
| Semanas como N.º 1       | 428      | 209   |
| Años acabados como N.º 1 | 8        | 5     |
| ITF World Champions      | 8        | 5     |

#### Frente a frente en títulos de Grand Slam
Hasta la fecha, Novak Djokovic ha ganado 24 títulos de Grand Slam, cifra que lo ubica en el primer lugar del palmarés. El serbio y el español se convirtieron en los primeros jugadores de la Era Abierta que consiguen todos los Grand Slam en más de una ocasión -Djokovic en tres ocasiones y Nadal en dos-; del mismo modo Nadal y Djokovic son los únicos que han ganado Grand Slam en 3 superficies diferentes al menos 2 veces.
Los títulos de Grand Slam del serbio por superficies son los siguientes: catorce en pista dura, tres en tierra batida y siete en hierba. Los de Nadal por superficie son: catorce en tierra batida, seis en pista dura y dos en hierba.
| Torneo        | Djokovic | Nadal |
| ------------- | -------- | ----- |
| Australia     | 10       | 2     |
| Roland Garros | 3        | 14    |
| Wimbledon     | 7        | 2     |
| US Open       | 4        | 4     |
| Total         | 24       | 22    |

#### Frente a frente en títulos de Torneo de Maestros
Hasta la fecha, Novak Djokovic ha ganado siete títulos en el ATP World Tour Finals, cuatro de ellos seguidos: 2012, 2013, 2014 y 2015. Mientras, Nadal no ha sido capaz de alzarse con el título pero ha llegado a la final dos veces: en 2010 y 2013. 
El serbio lidera el cara a cara en este torneo por 3-2 sobre Nadal, además de ganar el único enfrentamiento entre ambos en la final del torneo, por 6-3, 6-4 en 2013. El serbio es el primero en el palmarés del torneo.
| Torneo             | Djokovic | Nadal |
| ------------------ | -------- | ----- |
| Tennis Masters Cup | 1        | 0     |
| ATP Finals         | 6        | 0     |
| Total              | 7        | 0     |

#### Frente a frente en títulos de Masters 1000
Hasta la fecha, el serbio Novak Djokovic lidera el palmarés de torneos Masters 1000 con 39 títulos, mientras que Nadal ocupa la segunda posición con 36. El español ha ganado 26 en tierra batida y 10 en pista dura. Por otra parte, el serbio ha conquistado 27 en pista dura y 11 en tierra batida. 
Novak Djokovic es el único jugador de la Era Abierta en ganar todos los Masters 1000, además también es el único en ganar, al menos dos veces, cada uno de los nueve Masters 1000. A Nadal le faltan tres títulos de Masters 1000: Miami, Shanghái y París-Bercy, pero ganó el Torneo de  Hamburgo cuando el torneo ostentaba la  categoría de Masters 1000, antes de ser degradado a ATP Tour 500 en 2009 y reemplazado por el Masters de Madrid. El español también ganó el Masters 1000 de Madrid en 2005 cuando se jugaba en pista dura indoor, ocupando la plaza que ostenta actualmente el Masters 1000 de Shanghái.
No sobra volver a mencionar que Nadal tiene el récord absoluto en el palmarés delos Masters 1000 de Roma, Montecarlo, Madrid mientras que el serbio lo es en Shanghái y París de manera absoluta mientras que en Indian Wells, Miami lo es de manera compartida.
     Dura      Arcilla
| Torneo             | Djokovic | Nadal |
| ------------------ | -------- | ----- |
| Indian Wells       | 5        | 3     |
| Miami              | 6        | 0     |
| Montecarlo         | 2        | 11    |
| Madrid (2009-act.) | 3        | 6     |
| Roma               | 6        | 10    |
| Canadá             | 4        | 5     |
| Cincinnati         | 3        | 1     |
| Shanghái           | 4        | 0     |
| París-Bercy        | 7        | 0     |
| Total              | 40       | 36    |

### Torneos menores
| Tipo de torneo                                  | Djokovic | Nadal |
| ----------------------------------------------- | -------- | ----- |
| Dobles**                                        | 1        | 11    |
| Challengers                                     | 3        | 2     |
| Futures                                         | 3        | 6     |
| Títulos NO ATP (Exhibiciones, torneos privados) | 10       | 10    |
| Total                                           | 17       | 29    |

|** Torneos de dobles son de primer nivel en muchos casos, pero no tenidos en cuenta por las grandes diferencias en cuanto al tenis individual, dentro de estas, la cantidad de participaciones por parte de cada uno.

## Rivalidad en enfrentamientos
Se incluyen resultados en torneos ATP, los Juegos Olímpicos y torneos colectivos.
| Denominación oficial del torneo (2004–2008) |
| Grand Slam                                  |
| Juegos Olímpicos                            |
| Tennis Masters Cup                          |
| ATP Masters Series                          |
| ATP International Series Gold               |
| ATP International Series                    |
| Copa Davis                                  |

| Denominación oficial del torneo (2009–actualidad) |
| Grand Slam                                        |
| Juegos Olímpicos                                  |
| ATP World Tour Finals                             |
| ATP World Tour Masters 1000                       |
| ATP World Tour 500                                |
| ATP World Tour 250                                |
| Copa Davis                                        |
| Copa ATP                                          |

### Partidos entre sí en todas las categorías de torneos
En 53 de las 60 veces que se enfrentaron, el jugador que ganó el primer set, ganó también el partido. Nadal remontó 2 partidos y Djokovic remontó 5 partidos (excluyendo un partido en el cuál Djokovic ganó el primer set y luego se vio obligado a retirarse por lesión en Wimbledon 2007). Adicionalmente, solamente en uno se remontó puntos de partido; Nadal a Djokovic en el Masters de Madrid 2009.
| Leyenda (2004–2008)           | Leyenda (2009–presente)     | Total enfrentamientos | Total enfrentamientos | Finales  | Finales | Semifinales | Semifinales |
|                               |                             | Djokovic              | Nadal                 | Djokovic | Nadal   | Djokovic    | Nadal       |
| Grand Slam                    | Grand Slam                  | 7                     | 11                    | 4        | 5       | 2           | 4           |
| Tennis Masters Cup            | ATP World Tour Finals       | 3                     | 2                     | 1        | 0       | 1           | 0           |
| ATP Masters Series            | ATP World Tour Masters 1000 | 16                    | 13                    | 7        | 7       | 7           | 5           |
| Juegos Olímpicos              | Juegos Olímpicos            | 1                     | 1                     | 0        | 0       | 0           | 1           |
| ATP International Series Gold | ATP World Tour 500 Series   | 2                     | 0                     | 2        | 0       | 0           | 0           |
| ATP International Series      | ATP World Tour 250 Series   | 1                     | 1                     | 1        | 1       | 0           | 0           |
| Total                         | Total                       | 31                    | 29                    | 15       | 13      | 10          | 10          |

### Lista de enfrentamientos en todos los torneos
| N.º | Fecha | Torneo                         | Superficie | Ronda          | Ganador  | Resultado                    | Djokovic | Nadal |
| --- | ----- | ------------------------------ | ---------- | -------------- | -------- | ---------------------------- | -------- | ----- |
| 1   | 2006  | Roland Garros                  | Arcilla    | Cuartos        | Nadal    | 6–4, 6–4, RET                | 0        | 1     |
| 2   | 2007  | Indian Wells                   | Dura       | Final          | Nadal    | 6-2, 7-5                     | 0        | 2     |
| 3   | 2007  | Miami                          | Dura       | Cuartos        | Djokovic | 6–3, 6–4                     | 1        | 2     |
| 4   | 2007  | Roma                           | Arcilla    | Cuartos        | Nadal    | 6-2, 6-3                     | 1        | 3     |
| 5   | 2007  | Roland Garros                  | Arcilla    | Semifinal      | Nadal    | 7–5, 6–4, 6–2                | 1        | 4     |
| 6   | 2007  | Wimbledon                      | Césped     | Semifinal      | Nadal    | 3–6, 6–1, 4–1 RET            | 1        | 5     |
| 7   | 2007  | Canadá, Montreal               | Dura       | Semifinal      | Djokovic | 7–5, 6–3                     | 2        | 5     |
| 8   | 2007  | Tennis Masters Cup, Shanghái   | Dura (i)   | Round Robin    | Nadal    | 6–4, 6–4                     | 2        | 6     |
| 9   | 2008  | Indian Wells                   | Dura       | Semifinal      | Djokovic | 6–3, 6–2                     | 3        | 6     |
| 10  | 2008  | Hamburgo                       | Arcilla    | Semifinal      | Nadal    | 7–5, 2–6, 6–2                | 3        | 7     |
| 11  | 2008  | Roland Garros                  | Arcilla    | Semifinal      | Nadal    | 6–4, 6–2, 7–6(3)             | 3        | 8     |
| 12  | 2008  | Queen's Club                   | Césped     | Final          | Nadal    | 7–6(6), 7–5                  | 3        | 9     |
| 13  | 2008  | Cincinnati                     | Dura       | Semifinal      | Djokovic | 6–1, 7–5                     | 4        | 9     |
| 14  | 2008  | Juegos Olímpicos, Pekín        | Dura       | Semifinal      | Nadal    | 6–4, 1–6, 6–4                | 4        | 10    |
| 15  | 2009  | Copa Davis, Benidorm           | Arcilla    | Octavos equipo | Nadal    | 6–4, 6–4, 6–1                | 4        | 11    |
| 16  | 2009  | Montecarlo                     | Arcilla    | Final          | Nadal    | 6–3, 2–6, 6–1                | 4        | 12    |
| 17  | 2009  | Roma                           | Arcilla    | Final          | Nadal    | 7–6(2), 6–2                  | 4        | 13    |
| 18  | 2009  | Madrid                         | Arcilla    | Semifinal      | Nadal    | 3–6, 7–6(5), 7–6(9)          | 4        | 14    |
| 19  | 2009  | Cincinnati                     | Dura       | Semifinal      | Djokovic | 6–1, 6–4                     | 5        | 14    |
| 20  | 2009  | París                          | Dura (i)   | Semifinal      | Djokovic | 6–2, 6–3                     | 6        | 14    |
| 21  | 2009  | ATP World Tour Finals, Londres | Dura (i)   | Round Robin    | Djokovic | 7–6(5), 6–3                  | 7        | 14    |
| 22  | 2010  | US Open                        | Dura       | Final          | Nadal    | 6–4, 5–7, 6–4, 6–2           | 7        | 15    |
| 23  | 2010  | ATP World Tour Finals, Londres | Dura (i)   | Round Robin    | Nadal    | 7–5, 6–2                     | 7        | 16    |
| 24  | 2011  | Indian Wells                   | Dura       | Final          | Djokovic | 4–6, 6–3, 6–2                | 8        | 16    |
| 25  | 2011  | Miami                          | Dura       | Final          | Djokovic | 4–6, 6–3, 7–6(4)             | 9        | 16    |
| 26  | 2011  | Madrid                         | Arcilla    | Final          | Djokovic | 7–5, 6–4                     | 10       | 16    |
| 27  | 2011  | Roma                           | Arcilla    | Final          | Djokovic | 6–4, 6-4                     | 11       | 16    |
| 28  | 2011  | Wimbledon                      | Césped     | Final          | Djokovic | 6–4, 6–1, 1–6, 6–3           | 12       | 16    |
| 29  | 2011  | US Open                        | Dura       | Final          | Djokovic | 6–2, 6–4, 6–7(3), 6–1        | 13       | 16    |
| 30  | 2012  | Australian Open                | Dura       | Final          | Djokovic | 5–7, 6–4, 6–2, 6–7(5), 7–5   | 14       | 16    |
| 31  | 2012  | Montecarlo                     | Arcilla    | Final          | Nadal    | 6–3, 6–1                     | 14       | 17    |
| 32  | 2012  | Roma                           | Arcilla    | Final          | Nadal    | 7–5, 6–3                     | 14       | 18    |
| 33  | 2012  | Roland Garros                  | Arcilla    | Final          | Nadal    | 6–4, 6–3, 2–6, 7–5           | 14       | 19    |
| 34  | 2013  | Montecarlo                     | Arcilla    | Final          | Djokovic | 6–2, 7–6(1)                  | 15       | 19    |
| 35  | 2013  | Roland Garros                  | Arcilla    | Semifinal      | Nadal    | 6–4, 3–6, 6–1, 6–7(3–7), 9–7 | 15       | 20    |
| 36  | 2013  | Canadá, Montreal               | Dura       | Semifinal      | Nadal    | 6–4, 3–6, 7–6(2)             | 15       | 21    |
| 37  | 2013  | US Open                        | Dura       | Final          | Nadal    | 6–2, 3–6, 6–4, 6–1           | 15       | 22    |
| 38  | 2013  | Pekín                          | Dura       | Final          | Djokovic | 6–3, 6–4                     | 16       | 22    |
| 39  | 2013  | ATP World Tour Finals, Londres | Dura (i)   | Final          | Djokovic | 6–3, 6–4                     | 17       | 22    |
| 40  | 2014  | Miami                          | Dura       | Final          | Djokovic | 6–3, 6–3                     | 18       | 22    |
| 41  | 2014  | Roma                           | Arcilla    | Final          | Djokovic | 4–6, 6–3, 6-3                | 19       | 22    |
| 42  | 2014  | Roland Garros                  | Arcilla    | Final          | Nadal    | 3–6, 7–5, 6–2, 6–4           | 19       | 23    |
| 43  | 2015  | Montecarlo                     | Arcilla    | Semifinal      | Djokovic | 6–3, 6-3                     | 20       | 23    |
| 44  | 2015  | Roland Garros                  | Arcilla    | Cuartos        | Djokovic | 7-5, 6-3, 6–1                | 21       | 23    |
| 45  | 2015  | Pekín                          | Dura       | Final          | Djokovic | 6–2, 6–2                     | 22       | 23    |
| 46  | 2015  | ATP World Tour Finals, Londres | Dura (i)   | Semifinal      | Djokovic | 6–3, 6–3                     | 23       | 23    |
| 47  | 2016  | Doha                           | Dura       | Final          | Djokovic | 6–1, 6–2                     | 24       | 23    |
| 48  | 2016  | Indian Wells                   | Dura       | Semifinal      | Djokovic | 7-6(5), 6–2                  | 25       | 23    |
| 49  | 2016  | Roma                           | Arcilla    | Cuartos        | Djokovic | 7-5, 7-6(4)                  | 26       | 23    |
| 50  | 2017  | Madrid                         | Arcilla    | Semifinal      | Nadal    | 6-2, 6-4                     | 26       | 24    |
| 51  | 2018  | Roma                           | Arcilla    | Semifinal      | Nadal    | 7-6(5), 6-3                  | 26       | 25    |
| 52  | 2018  | Wimbledon                      | Césped     | Semifinal      | Djokovic | 6-4, 3-6, 7-6(9), 3-6, 10-8  | 27       | 25    |
| 53  | 2019  | Australian Open                | Dura       | Final          | Djokovic | 6–3, 6–2, 6–3                | 28       | 25    |
| 54  | 2019  | Roma                           | Arcilla    | Final          | Nadal    | 6–0, 4-6, 6–1                | 28       | 26    |
| 55  | 2020  | Copa ATP, Sídney               | Dura       | Final equipo   | Djokovic | 6-2, 7-6(4)                  | 29       | 26    |
| 56  | 2020  | Roland Garros                  | Arcilla    | Final          | Nadal    | 6-0, 6-2, 7-5                | 29       | 27    |
| 57  | 2021  | Roma                           | Arcilla    | Final          | Nadal    | 7-5, 1-6, 6-3                | 29       | 28    |
| 58  | 2021  | Roland Garros                  | Arcilla    | Semifinal      | Djokovic | 3-6, 6-3, 7-6(4), 6-2        | 30       | 28    |
| 59  | 2022  | Roland Garros                  | Arcilla    | Cuartos        | Nadal    | 6-2, 4-6, 6-2, 7-6(5)        | 30       | 29    |
| 60  | 2024  | Juegos Olímpicos, París        | Arcilla    | 2ª Ronda       | Djokovic | 6-1, 6-4                     | 31       | 29    |
|     |       |                                |            |                |          |                              | Djokovic | Nadal |

#### Torneos por cantidad de enfrentamientos
Por torneo en específico
- Roland Garros: 10
- Roma: 9
- ATP Finals / Masters Cup: 5
- Montecarlo, Indian Wells: 4
- US Open, Wimbledon,  Miami, Madrid: 3
- Juegos Olímpicos, Australia, Canadá, Cincinnati, Pekín: 2
- París, Hamburgo, Doha, Queen's Club, Copa Davis, Copa ATP: 1

### Historial de juegos y sets
| Resultado en sets | Djokovic | Nadal |
| ----------------- | -------- | ----- |
| 10-8              | 1        | 0     |
| 9–7               | 0        | 1     |
| 7–6               | 8        | 9     |
| 7–5               | 7        | 11    |
| 6–4               | 12       | 21    |
| 6–3               | 28       | 10    |
| 6–2               | 15       | 12    |
| 6–1               | 9        | 8     |
| 6–0               | 0        | 2     |
| Total sets        | 79       | 74    |
| Total juegos      | 756      | 732   |

### Resumen de todos los partidos por torneo y superficie
- Polvo de ladrillo: Nadal 20–9
- Cancha dura: Djokovic 20–7
  - Outdoor: Djokovic 16–5
  - Indoor: Djokovic 4–2
- Césped: 2–2

|                    | Dura (o) | Dura (o) | Arcilla  | Arcilla | Césped   | Césped | Dura (i) | Dura (i) | Total    | Total |
|                    | Djokovic | Nadal    | Djokovic | Nadal   | Djokovic | Nadal  | Djokovic | Nadal    | Djokovic | Nadal |
| ------------------ | -------- | -------- | -------- | ------- | -------- | ------ | -------- | -------- | -------- | ----- |
| Australia          | 2        | 0        |          |         |          |        |          |          | 2        | 0     |
| Roland Garros      |          |          | 2        | 8       |          |        |          |          | 2        | 8     |
| Wimbledon          |          |          |          |         | 2        | 1      |          |          | 2        | 1     |
| US Open            | 1        | 2        |          |         |          |        |          |          | 1        | 2     |
| Juegos Olímpicos   | 0        | 1        | 1        | 0       | —        | —      | —        | —        | 1        | 1     |
| ATP Finals         |          |          |          |         |          |        | 3        | 2        | 3        | 2     |
| Indian Wells       | 3        | 1        |          |         |          |        |          |          | 3        | 1     |
| Miami              | 3        | 0        |          |         |          |        |          |          | 3        | 0     |
| Montecarlo         |          |          | 2        | 2       |          |        |          |          | 2        | 2     |
| Hamburgo (-2008)   |          |          | 0        | 1       |          |        |          |          | 0        | 1     |
| Madrid (2009-act.) |          |          | 1        | 2       |          |        |          |          | 1        | 2     |
| Roma               |          |          | 3        | 6       |          |        |          |          | 3        | 6     |
| Canadá             | 1        | 1        |          |         |          |        |          |          | 1        | 1     |
| Cincinnati         | 2        | 0        |          |         |          |        |          |          | 2        | 0     |
| Shanghái           | —        | —        |          |         |          |        |          |          | —        | —     |
| París              |          |          |          |         |          |        | 1        | 0        | 1        | 0     |
| Pekín              | 2        | 0        |          |         |          |        |          |          | 2        | 0     |
| Queen's            |          |          |          |         | 0        | 1      |          |          | 0        | 1     |
| Doha               | 1        | 0        |          |         |          |        |          |          | 1        | 0     |
| Copa Davis         | —        | —        | 0        | 1       | —        | —      | —        | —        | 0        | 1     |
| Copa ATP           | 1        | 0        | —        | —       | —        | —      | —        | —        | 1        | 0     |
| Total              | 16       | 5        | 9        | 20      | 2        | 2      | 4        | 2        | 31       | 29    |

### En Grand Slams

#### Total Partidos
| Grand Slam    | Superficie          | Total enfrentamientos | Total enfrentamientos | Finales       | Finales            |
|               |                     | Djokovic              | Nadal                 | Djokovic      | Nadal              |
| Australia     | Dura (Plexicushion) | 2                     | 0                     | 2 (2012-2019) | 0                  |
| Roland Garros | Arcilla             | 2                     | 8                     | 0             | 3 (2012-2014-2020) |
| Wimbledon     | Césped              | 2                     | 1                     | 1 (2011)      | 0                  |
| US Open       | Dura (Decoturf)     | 1                     | 2                     | 1 (2011)      | 2 (2010-2013)      |
| Total         |                     | 7                     | 11                    | 4             | 5                  |

#### Lista de enfrentamientos en Grand Slam
| N.° | Año  | Torneo        | Superficie | Ronda     | Ganador  | Marcador                     | Djokovic | Nadal |
| --- | ---- | ------------- | ---------- | --------- | -------- | ---------------------------- | -------- | ----- |
| 1   | 2006 | Roland Garros | Arcilla    | Cuartos   | Nadal    | 6–4, 6–4, RET                | 0        | 1     |
| 2   | 2007 | Roland Garros | Arcilla    | Semifinal | Nadal    | 7–5, 6–4, 6–2                | 0        | 2     |
| 3   | 2007 | Wimbledon     | Césped     | Semifinal | Nadal    | 3–6, 6–1, 4–1 RET            | 0        | 3     |
| 4   | 2008 | Roland Garros | Arcilla    | Semifinal | Nadal    | 6–4, 6–2, 7–6(3)             | 0        | 4     |
| 5   | 2010 | US Open       | Dura       | Final     | Nadal    | 6–4, 5–7, 6–4, 6–2           | 0        | 5     |
| 6   | 2011 | Wimbledon     | Césped     | Final     | Djokovic | 6–4, 6–1, 1–6, 6–3           | 1        | 5     |
| 7   | 2011 | US Open       | Dura       | Final     | Djokovic | 6–2, 6–4, 6–7(3), 6–1        | 2        | 5     |
| 8   | 2012 | Australia     | Dura       | Final     | Djokovic | 5–7, 6–4, 6–2, 6–7(5), 7–5   | 3        | 5     |
| 9   | 2012 | Roland Garros | Arcilla    | Final     | Nadal    | 6–4, 6–3, 2–6, 7–5           | 3        | 6     |
| 10  | 2013 | Roland Garros | Arcilla    | Semifinal | Nadal    | 6–4, 3–6, 6–1, 6–7(3–7), 9–7 | 3        | 7     |
| 11  | 2013 | US Open       | Dura       | Final     | Nadal    | 6–2, 3–6, 6–4, 6–1           | 3        | 8     |
| 12  | 2014 | Roland Garros | Arcilla    | Final     | Nadal    | 3–6, 7–5, 6–2, 6–4           | 3        | 9     |
| 13  | 2015 | Roland Garros | Arcilla    | Cuartos   | Djokovic | 7-5, 6-3, 6–1                | 4        | 9     |
| 14  | 2018 | Wimbledon     | Césped     | Semifinal | Djokovic | 6–4, 3–6, 7–6(9), 3–6, 10–8  | 5        | 9     |
| 15  | 2019 | Australia     | Dura       | Final     | Djokovic | 6–3, 6–2, 6–3                | 6        | 9     |
| 16  | 2020 | Roland Garros | Arcilla    | Final     | Nadal    | 6–0, 6-2, 7–5                | 6        | 10    |
| 17  | 2021 | Roland Garros | Arcilla    | Semifinal | Djokovic | 3-6, 6-3, 7-6(4), 6-2        | 7        | 10    |
| 18  | 2022 | Roland Garros | Arcilla    | Cuartos   | Nadal    | 6-2, 4-6, 6-2, 7-6 (5)       | 7        | 11    |

### Partidos de Grand Slam
| Torneo        | 2006 | 2007 | 2008 | 2009 | 2010 | 2011 | 2012 | 2013 | 2014 | 2015 | 2016 | 2017 | 2018 | 2019 | 2020 | 2021 | 2022 |
| ------------- | ---- | ---- | ---- | ---- | ---- | ---- | ---- | ---- | ---- | ---- | ---- | ---- | ---- | ---- | ---- | ---- | ---- |
| Australia     |      |      |      |      |      |      | D    |      |      |      |      |      |      | D    |      |      |      |
| Roland Garros | N    | N    | N    |      |      |      | N    | N    | N    | D    |      |      |      |      | N    | D    | N    |
| Wimbledon     |      | N    |      |      |      | D    |      |      |      |      |      |      | D    |      |      |      |      |
| US Open       |      |      |      |      | N    | D    |      | N    |      |      |      |      |      |      |      |      |      |

### En el Torneo de Maestros

#### Total Partidos
| Sede del torneo                | Superficie | Total enfrentamientos | Total enfrentamientos | Finales  | Finales | Semifinales | Semifinales |
|                                |            | Djokovic              | Nadal                 | Djokovic | Nadal   | Djokovic    | Nadal       |
| Tennis Masters Cup, Shanghái   | Dura (i)   | 0                     | 1                     | 0        | 0       | 0           | 0           |
| ATP World Tour Finals, Londres | Dura (i)   | 3                     | 1                     | 1 (2013) | 0       | 1 (2015)    | 0           |
| Total                          |            | 3                     | 2                     | 1        | 0       | 1           | 0           |

#### Lista de enfrentamientos en el Torneo de Maestros
| N.° | Año  | Torneo, Lugar                  | Superficie | Ronda       | Ganador  | Marcador    | Djokovic | Nadal |
| --- | ---- | ------------------------------ | ---------- | ----------- | -------- | ----------- | -------- | ----- |
| 1   | 2007 | Tennis Masters Cup, Shanghái   | Dura (i)   | Round Robin | Nadal    | 6–4, 6–4    | 0        | 1     |
| 2   | 2009 | ATP World Tour Finals, Londres | Dura (i)   | Round Robin | Djokovic | 7–6(5), 6–3 | 1        | 1     |
| 3   | 2010 | ATP World Tour Finals, Londres | Dura (i)   | Round Robin | Nadal    | 7–5, 6–2    | 1        | 2     |
| 4   | 2013 | ATP World Tour Finals, Londres | Dura (i)   | Final       | Djokovic | 6–3, 6–4    | 2        | 2     |
| 5   | 2015 | ATP World Tour Finals, Londres | Dura (i)   | Semifinal   | Djokovic | 6–3, 6–3    | 3        | 2     |

### En Masters 1000

#### Total Partidos
| Master 1000  | Superficie | Total enfrentamientos | Total enfrentamientos | Finales  | Finales | Semifinales | Semifinales |
|              |            | Djokovic              | Nadal                 | Djokovic | Nadal   | Djokovic    | Nadal       |
| Indian Wells | Dura       | 3                     | 1                     | 1        | 1       | 2           | 0           |
| Miami        | Dura       | 3                     | 0                     | 2        | 0       | 0           | 0           |
| Montecarlo   | Arcilla    | 2                     | 2                     | 1        | 2       | 1           | 0           |
| Madrid       | Arcilla    | 1                     | 2                     | 1        | 0       | 0           | 2           |
| Roma         | Arcilla    | 3                     | 6                     | 2        | 4       | 0           | 1           |
| Canadá       | Dura       | 1                     | 1                     | 0        | 0       | 1           | 1           |
| Cincinnati   | Dura       | 2                     | 0                     | 0        | 0       | 2           | 0           |
| París        | Dura (i)   | 1                     | 0                     | 0        | 0       | 1           | 0           |
| Shanghái     | Dura       | 0                     | 0                     | 0        | 0       | 0           | 0           |
| Hamburgo**   | Arcilla    | 0                     | 1                     | 0        | 0       | 0           | 1           |
| Total        |            | 16                    | 13                    | 7        | 7       | 7           | 5           |

|** El Masters 1000 de Hamburgo pasó a ser un torneo de categoría ATP World Tour 500 a partir de 2009; ellos se enfrentaron en él, cuando aún era Masters 1000 en 2008.

#### Lista de enfrentamientos en Masters 1000
| N.° | Año  | Torneo, Lugar    | Superficie | Ronda     | Ganador  | Marcador            | Djokovic | Nadal |
| --- | ---- | ---------------- | ---------- | --------- | -------- | ------------------- | -------- | ----- |
| 1   | 2007 | Indian Wells     | Dura       | Final     | Nadal    | 6-2, 7-5            | 0        | 1     |
| 2   | 2007 | Miami            | Dura       | Cuartos   | Djokovic | 6–3, 6–4            | 1        | 1     |
| 3   | 2007 | Roma             | Arcilla    | Cuartos   | Nadal    | 6-2, 6-3            | 1        | 2     |
| 4   | 2007 | Canadá, Montreal | Dura       | Semifinal | Djokovic | 7–5, 6–3            | 2        | 2     |
| 5   | 2008 | Indian Wells     | Dura       | Semifinal | Djokovic | 6–3, 6–2            | 3        | 2     |
| 6   | 2008 | Hamburgo         | Arcilla    | Semifinal | Nadal    | 7–5, 2–6, 6–2       | 3        | 3     |
| 7   | 2008 | Cincinnati       | Dura       | Semifinal | Djokovic | 6–1, 7–5            | 4        | 3     |
| 8   | 2009 | Montecarlo       | Arcilla    | Final     | Nadal    | 6–3, 2–6, 6–1       | 4        | 4     |
| 9   | 2009 | Roma             | Arcilla    | Final     | Nadal    | 7–6(2), 6–2         | 4        | 5     |
| 10  | 2009 | Madrid           | Arcilla    | Semifinal | Nadal    | 3–6, 7–6(5), 7–6(9) | 4        | 6     |
| 11  | 2009 | Cincinnati       | Dura       | Semifinal | Djokovic | 6–1, 6–4            | 5        | 6     |
| 12  | 2009 | París            | Dura (i)   | Semifinal | Djokovic | 6–2, 6–3            | 6        | 6     |
| 13  | 2011 | Indian Wells     | Dura       | Final     | Djokovic | 4–6, 6–3, 6–2       | 7        | 6     |
| 14  | 2011 | Miami            | Dura       | Final     | Djokovic | 4–6, 6–3, 7–6(4)    | 8        | 6     |
| 15  | 2011 | Madrid           | Arcilla    | Final     | Djokovic | 7–5, 6–4            | 9        | 6     |
| 16  | 2011 | Roma             | Arcilla    | Final     | Djokovic | 6–4, 6-4            | 10       | 6     |
| 17  | 2012 | Montecarlo       | Arcilla    | Final     | Nadal    | 6–3, 6–1            | 10       | 7     |
| 18  | 2012 | Roma             | Arcilla    | Final     | Nadal    | 7–5, 6–3            | 10       | 8     |
| 19  | 2013 | Montecarlo       | Arcilla    | Final     | Djokovic | 6–2, 7–6(1)         | 11       | 8     |
| 20  | 2013 | Canadá, Montreal | Dura       | Semifinal | Nadal    | 6–4, 3–6, 7–6(2)    | 11       | 9     |
| 21  | 2014 | Miami            | Dura       | Final     | Djokovic | 6–3, 6–3            | 12       | 9     |
| 22  | 2014 | Roma             | Arcilla    | Final     | Djokovic | 4–6, 6–3, 6-3       | 13       | 9     |
| 23  | 2015 | Montecarlo       | Arcilla    | Semifinal | Djokovic | 6–3, 6-3            | 14       | 9     |
| 24  | 2016 | Indian Wells     | Dura       | Semifinal | Djokovic | 7-6(5), 6–2         | 15       | 9     |
| 25  | 2016 | Roma             | Arcilla    | Cuartos   | Djokovic | 7-5, 7-6(4)         | 16       | 9     |
| 26  | 2017 | Madrid           | Arcilla    | Semifinal | Nadal    | 6-2, 6-4            | 16       | 10    |
| 27  | 2018 | Roma             | Arcilla    | Semifinal | Nadal    | 7-6(4), 6-3         | 16       | 11    |
| 28  | 2019 | Roma             | Arcilla    | Final     | Nadal    | 6–0, 4-6, 6–1       | 16       | 12    |
| 29  | 2021 | Roma             | Arcilla    | Final     | Nadal    | 7-5, 1-6, 6-3       | 16       | 13    |
|     |      |                  |            |           |          |                     | Djokovic | Nadal |

### Por superficie
| Tipo de superficie                                     | Total enfrentamientos | Total enfrentamientos | Finales  | Finales | Semifinales | Semifinales |
|                                                        | Djokovic              | Nadal                 | Djokovic | Nadal   | Djokovic    | Nadal       |
| Arcilla                                                | 9                     | 20                    | 4        | 9       | 2           | 7           |
| Césped                                                 | 2                     | 2                     | 1        | 1       | 1           | 1           |
| Dura                                                   | 20                    | 7                     | 10       | 3       | 7           | 2           |
| Total                                                  | 31                    | 29                    | 15       | 13      | 10          | 10          |
|                                                        |                       |                       |          |         |             |             |
| **Las canchas duras o cemento se clasifican en 2 tipos |                       |                       |          |         |             |             |
| Outdoor                                                | 16                    | 5                     | 9        | 3       | 5           | 2           |
| Indoor (Bajo techo)                                    | 4                     | 2                     | 1        | 0       | 2           | 0           |
| Total dura**                                           | 20                    | 7                     | 10       | 3       | 7           | 2           |

### Por instancia
| Instancia        | Djokovic | Nadal |
| ---------------- | -------- | ----- |
| Final            | 15       | 13    |
| Semifinales      | 10       | 10    |
| Cuartos de final | 3        | 3     |
| Segunda ronda    | 1        | 0     |
| Round Robin      | 1        | 2     |

- No se incluyen los partidos de Copa Davis (1-0 para Nadal) ni de ATP Cup (1-0 para Djokovic) al tratarse de torneos colectivos.

### Partidos de exhibición: Djokovic–Nadal (4–3)
| N.º | Año  | Ciudad                     | Superficie | Ronda      | Ganador  | Marcador       | Djokovic | Nadal |
| --- | ---- | -------------------------- | ---------- | ---------- | -------- | -------------- | -------- | ----- |
| 1.  | 2011 | Bogotá                     | Dura (i)   | Exhibición | Nadal    | 7–6(7–5), 6–3  | 0        | 1     |
| 2.  | 2013 | Santiago                   | Dura (i)   | Exhibición | Djokovic | 7–6(7–3), 6–4  | 1        | 1     |
| 3.  | 2013 | Buenos Aires               | Dura       | Exhibición | Nadal    | 6–4, 7–5       | 1        | 2     |
| 4.  | 2015 | Bangkok                    | Dura (i)   | Exhibición | Djokovic | 6–4, 6–2       | 2        | 2     |
| 5.  | 2016 | Milán                      | Dura (i)   | Exhibición | Djokovic | 6–4, 6–4       | 3        | 2     |
| 6.  | 2019 | Nur-Sultan                 | Dura (i)   | Exhibición | Nadal    | 6–3, 3–6, 11–9 | 3        | 3     |
| 7.  | 2024 | Riyadh Six Kings Slam 2024 | Dura (i)   | Exhibición | Djokovic | 6-2, 7–6(7–5)  | 4        | 3     |

En Riyadh, Arabia Saudita se jugó el último partido de esta rivalidad en el Six Kings Slam 2024, un torneo no ATP, pero de premios millonarios donde también participaron Sinner, N° 1 del mundo en el momento del torneo y ganador de 2 Grand Slams ese año, Alcaraz, N° 2 y ganador de 2 Grand Slams en ese año, Medvedev, N° 5 y Rune, N° 14. Sería la última batalla de la rivalidad más grande de la historia del tenis. Muchos medios en el mundo transmitieron este encuentro, tuvo tanta audiencia como varias finales de Grand Slam y algunos medios lo titularon como: "El último baile". Jugaron el partido por tercer y cuarto puesto el sábado 19 de octubre de 2024 a partir de la 17:30, hora local.
En Bogotá el 21 de marzo de 2011, Nadal venció a Djokovic en su primer partido de exhibición y el partido de mayor calibre que se haya jugado en Colombia. Se programó una segunda exposición, con beneficios para una fundación dirigida por Nadal y el equipo de fútbol Real Madrid, el 14 de julio de 2012 en el Estadio Santiago Bernabéu del Real Madrid, pero se canceló debido a una lesión de Nadal.

### Dobles

#### Nadal–Djokovic (2–0)
| N.º | Año  | Torneo | Superficie | Ronda     | Ganadores      | Marcador      | Oponentes             | Djokovic | Nadal |
| --- | ---- | ------ | ---------- | --------- | -------------- | ------------- | --------------------- | -------- | ----- |
| 1.  | 2009 | Canadá | Dura       | R32       | Nadal / Roig   | 7–5, 6–4      | Djokovic / Vemić      | 0        | 1     |
| 2.  | 2015 | Doha   | Dura       | Semifinal | Nadal / Mónaco | 7–6(7–3), 6–1 | Djokovic / Krajinović | 0        | 2     |

#### Como pareja (0–1)
| N.º | Año  | Torneo | Superficie | Ronda | Par              | Marcador         | Oponentes         | Ganados | Perdidos |
| --- | ---- | ------ | ---------- | ----- | ---------------- | ---------------- | ----------------- | ------- | -------- |
| 1.  | 2010 | Canadá | Dura       | R32   | Djokovic / Nadal | 7–5, 3–6, [8–10] | Pospisil / Raonic | 0       | 1        |

## Rivalidad año por año
| Temporada | Partidos dentro del año | Partidos dentro del año | Acumulado victorias del año | Acumulado victorias del año | Observaciones de interés |
|           | Djokovic                | Nadal                   | Djokovic                    | Nadal                       | |
| 2006      | 0                       | 1                       | 0                           | 1                           | Primer partido entre ellos, primer partido también en un Grand Slam, Roland Garros 2006, cuartos de final. |
| 2007      | 2                       | 5                       | 2                           | 6                           | Primer enfrentamiento en Wimbledon, ganó Nadal. Partido 6 Primera final entre ambos, Masters de Indian Wells, ganó Nadal, fue su 2do partido. Primer partido en un Masters Series, el Masters de Indian Wells. Primera victoria de Djokovic, Masters de Miami, 3er partido disputado. Primer enfrentamiento en el Torneo de Maestros. Victoria para Nadal. Partido 8. |
| 2008      | 2                       | 4                       | 4                           | 10                          | Primer enfrentamiento en Juegos Olímpicos. Victoria de Nadal.Partido 14 Primer enfrentamiento en un torneo ATP250, el de Queen's Club, victoria para Nadal. Partido 12. Se inicia este año la primera gran seguidilla de victorias consecutivas, 5 por parte de Nadal, a la que Djokovic respondería inmediatamente, con 3 victorias en línea. |
| 2009      | 3                       | 4                       | 7                           | 14                          | Primer enfrentamiento en Copa Davis. Victoria para Nadal. Partido 15. Se presenta la mayor ventaja de uno sobre otro en cantidad total de partidos ganados, 10 de ventaja, en toda la historia de la rivalidad, 14-4 a favor de Nadal. Partido 18. Primera victoria para Djokovic en el ATP World Tour Finals en Londres. Partido 21. Primeros partidos consecutivos que gana Djokovic, Masters de Cincinnati, Masters de París, ATP World Tour Finals. Partidos 19, 20 y 21 respectivamente. |
| 2010      | 0                       | 2                       | 7                           | 16                          | Primera final de Grand Slam que disputaron, Abierto de los Estados Unidos. Victoria para Nadal.Partido 22. Este también fue el primer partido en dicho torneo. Nadal se destaca en esa temporada porque ganó 3 de los 4 Grand Slams en ella, sólo le faltó ganar el Abierto de Australia |
| 2011      | 6                       | 0                       | 13                          | 16                          | Comienza la hegemonía de Djokovic, 6 finales consecutivas ganadas en el año y una más en Australia al año siguiente. Primera final ganada por Djokovic en un Masters 1000, el de Indian Wells.Partido 24. Primer partido y primera final de Grand Slam para Djokovic, en Wimbledon.Partido 28. Djokovic arrebata el Nº 1 del mundo a Nadal al clasificarse a la final de Wimbledon. Primera victoria de Djokovic en arcilla y en una superficie distinta a la dura, Masters de Madrid, España.Partido 26. Nunca un número 1 del mundo había perdido tantos partidos y tantas finales consecutivas ante el mismo rival. |
| 2012      | 1                       | 3                       | 14                          | 19                          | Juegan el que es considerado por muchos expertos, el mejor partido de todos los tiempos en el Abierto de Australia en la final. Victoria de Djokovic. Partido 30. Se da la mejor racha de victorias seguidas en finales a favor de Rafa en Montecarlo, Roma y Roland Garros, partidos 31,32,33 |
| 2013      | 3                       | 3                       | 17                          | 22                          | Juegan el que es considerado por muchos expertos, el mejor partido de todos los tiempos del Torneo de Roland Garros en la semifinal. Victoria de Nadal.Partido 35. Primera final en ATP World Tour Finals, Londres. Victoria para Djokovic. Partido 39. Primer partido y primera final de la serie ATP 500. Victoria para Djokovic. Partido 38 Primera derrota de Nadal en Masters de Montecarlo después de 8 títulos consecutivos. Partido 34 Nadal logró sacudirse contundentemente en las 2 últimas temporadas, en esta quedan iguales en partidos ganados pero Nadal vence en 2 de Grand Slam incluida una final, con lo cual retoma el dominio en la rivalidad. Hasta el Abierto de los Estados Unidos, Nadal logra ganar 6 de los últimos 7 partidos entre ellos, con tres victorias en Gran Slams, dos de ellas en finales, también tres victorias en Masters 1000, dos de ellas en finales. Nole en ese lapso sólo ganó la final de Montecarlo de esta temporada. Djokovic inicia al final del año un seguidilla de 4 finales consecutivas ganadas a Nadal, partidos 38 y 39, la segunda cadena de victorias en finales más larga de la rivalidad después de las 7 dadas entre 2011 y 2012. Esta seguidilla terminaría a inicios del año siguiente.                                                                          |
| 2014      | 2                       | 1                       | 19                          | 23                          | Continúa la sacudida de Nadal en esta temporada donde perdió en cantidad de partidos jugados pero ganó el más importante, la final de Roland Garros, con el cual corta una racha de 4 finales seguidas a favor de Nole y, amplía su ventaja en Grand Slams a 9-3, partido 42. Djokovic gana más partidos recientes, pero Nadal gana los más importantes y, teniendo en cuenta los últimos 3 años, Nadal incluso gana un partido más que Djokovic, 7 contra 6, gana 3-1 en finales de Grand Slam en ese lapso, 4-1 en partidos de Grand Slam, mientras que para Nole resalta el hecho de haber ganado 6 finales contra 5 de Rafa en ese período. Importante lo anterior ya que siempre pesaba en la rivalidad la sombra de la temporada 2011 que fue muy contundente e histórica a favor de Nole, pero las siguientes 3 fueron claramente para Nadal con lo que hubo una indiscutible "compensación" a favor de Rafa. |
| 2015      | 4                       | 0                       | 23                          | 23                          | Primera victoria de Djokovic sobre Nadal en Roland Garros. Partido 44. Djokovic se convierte en el primer tenista en ganar 6 Masters 1000 en la misma temporada. Djokovic iguala a Nadal por primera vez en cantidad de partidos ganados por cada uno, en semifinales del ATP World Tour Finals de Londres. Partido 46. Segunda temporada en que Djokovic gana 3 Grand Slams, Nadal solo lo logró en 2010. Djokovic supera a Nadal en cantidad de semanas como número 1 del mundo en esta temporada. |
| 2016      | 3                       | 0                       | 26                          | 23                          | Djokovic derrota a Nadal en la final del ATP250 de Doha y le supera por primera vez en sus enfrentamientos directos (24-23). Partido 47 Cabe destacar que Nadal lideraba la serie 14-4 al final del Masters 1000 de Madrid en 2009, la mayor ventaja de uno sobre otro en partidos en la historia de esta rivalidad (10) y 16-7 en 2011 al empezar el ascenso de Djokovic. Djokovic derrota a Nadal en la semifinal del Masters de Indian Wells. Partido 48 Djokovic derrota a Nadal en los cuartos del Masters de Roma. Gran partido, el mejor de este torneo en muchos años según muchos expertos. Con este partido Djokovic iguala su mejor serie de partidos consecutivos derrotando a Nadal, con 7, como en la temporada 2011 donde le ganó 6 seguidos y 1 más en 2012. La mejor serie de victorias consecutivas de Nadal sobre Djokovic fue de 5 entre las temporadas 2008 y 2009. Djokovic con este partido ha ganado 11 de los últimos 12 encuentros entre sí. Cabe destacar que de 2015 a 2016 Nadal atravesó sus peores años como profesional. Partido 49 |
| 2017      | 0                       | 1                       | 26                          | 24                          | En Madrid Nadal vence a Djokovic después de casi 3 años. Las caídas de Nadal frente a Federer al inicio de temporada y la disminución de partidos importantes entre Djokovic y Nadal en los últimos 3 años opacaron un poco esta rivalidad durante esta época. Esta rivalidad se considera la más grande de la historia, por encima de las rivalidades con Federer, entre muchos motivos, debido a que ambos superan a Federer claramente. Este fue el peor año de Djokovic como profesional, y no se recuperó hasta Wimbledon 2018. Partido 50 |
| 2018      | 1                       | 1                       | 27                          | 25                          | Pasarían casi 5 años para que Nadal volviera a ganar al menos 2 partidos seguidos ante Nole. En Roma vuelven a verse las caras después de más de un año (370 días) en semifinales, por el momento de cada uno (Nadal 2° y Djokovic 13°) se pensaba en un principio que el partido iba a ser una sólida victoria de Nadal, para asombró de muchos Djokovic le jugó de igual a igual a Nadal en arcilla como en sus mejores tiempos en la primera manga, pero en la segunda poco a poco se fue disolviendo. Partido 51 El mundo del tenis debió esperar 3 años para volver a verlos disputar un partido de Grand Slam. Djokovic derrotó a Nadal en un emocionante juego en cinco sets en Wimbledon, que duró 5 horas y 15 minutos y se jugó durante dos días. En un dramático partido a cinco sets y el mejor que han tenido en los últimos 3 años, Djokovic ganó por 6-4, 3-6, 7-6(9), 4-6 y 10-8. Esto significó el resurgimiento del serbio tras casi 2 temporadas en las que atravesó sus peores años como profesional. Pasaron casi 5 años para que Nadal volviera a ganar a Djokovic un set en superficie distinta a arcilla. De hecho, los dos sets que ganó Nadal en semis de Wimbledon se constituirían en sus últimos sets ganados en superficie diferente a clay en la historia de este duelo .Partido 52                   |
| 2019      | 1                       | 1                       | 28                          | 26                          | En Australia se dio su partido más disparejo en una final de Grand Slam, con Djokovic ganando en 3 sets, en 2 horas y 4 minutos, logrando su séptimo título en el Abierto Oceánico, sin perder nunca una final (7-0). Partido 53 Nadal endosó el primer 6-0 de la rivalidad en la final de Roma que ganó. Partido 54 |
| 2020      | 1                       | 1                       | 29                          | 27                          | Primer partido en Copa ATP. Djokovic ayudó a Serbia a igualar la serie en la final de la ATP Cup al vencer a Nadal en menos de 2 horas. Acto seguido, venció junto a Viktor Troicki al dobles español, ganando la Copa para Serbia. Partido 55 Nadal ganó a Djokovic un partido y una final de Grand Slam después de 6 años en Roland Garros. Se toma revancha de Australia 2019 al vencerlo en 3 sets, incluyendo un 6-0 en el primer set, el primero que recibe el serbio en un Grand Slam. De esta forma, el español igualó a Federer en cantidad de Grand Slam ganados y triunfa en un Grand Slam sin ceder sets por cuarta vez en su carrera. Partido 56 |
| 2021      | 1                       | 1                       | 30                          | 28                          | Nadal gana el último título de Masters 1000 de su carrera en el Abierto de Roma. Iguala a Nole en títulos de Masters 1000 (36) derrotando en la final precisamente a Djokovic, si bien Nole recupera el liderato en cantidad de títulos de esta serie en el Masters 1000 de París pocos meses después derrotando a Medvedev. Roma se convierte en el sitio donde más partidos ocurrieron (9) a esta fecha Partido 57. Primera gran rivalidad en la que un tenista le gana 30 partidos oficiales a otro. Partido más repetido en Grand Slam (17), los mismos que entre Djokovic y Federer Nole inflige una derrota a Nadal de gran renombre, pues lo supera en semifinales de Roland Garros, gesta que ningún otro jugador logró contra Nadal, primera y única derrota de Rafa en esta instancia en el abierto francés. Nole vence a Nadal en arcilla nuevamente después de 5 años. Partido 58 |
| 2022      | 0                       | 1                       | 30                          | 29                          | Último partido partido en Grand Slams de la rivalidad y penúltimo en todos los torneos. Nadal toma revancha de la derrota que sufrió un año antes invirtiéndose los papeles en esta ocasión, pues Djokovic llegaba como favorito debido a su menor cantidad de tiempo en cancha hasta ese momento en el torneo y a su reciente título en Roma. Partido 59. Después de su victoria en Roland Garros, Nadal sería el campeón de ese torneo, el cual se convertiría también en el último título de Grand Slam de su carrera. |
| 2023      | 0                       | 0                       | 30                          | 29                          | Año sumamente importante en la rivalidad a pesar de que no se enfrentaron ya que Djokovic supera en cantidad de Grand Slams ganados a Nadal pasando de 21 a 24. Además, se cumplen 10 años desde la última victoria de Nadal en una pista distinta a clay, la cual se dio en US Open 2013; después de aquel partido, jugarían otros 23 en los siguientes 11 años y Nadal jamás volvería a derrotar a Djokovic ni en cancha dura ni en césped mientras que en ese mismo lapso Djokovic se impondría a Nadal en todas las superficies incluyendo 6 veces en arcilla. La situación de no jugar entre sí en todo el año, nunca antes de se había dado desde que iniciaron sus enfrentamientos en 2006. Sólo en 2006, 2017 y 2022 habían tenido temporadas de un solo partido entre ellos. Mientras Djokovic vivía en esta época uno de sus mejores años, Nadal se veía afectado por constantes lesiones. Djokovic se convierte en el mayor ganador de la historia del ATP Masters Finals al derrotar a Sinner en la final, superando a Federer en cantidad de títulos de este torneo por 7 a 6. Djokovic también impone récord histórico en títulos de Masters 1000, 40, al ganar el torneo de París en final contra Dimitrov. |
| 2024      | 1                       | 0                       | 31                          | 29                          | Último partido oficial de la rivalidad mas grande de todos los tiempos en el tenis y una de las más grandes en el deporte en general. Juegos Olímpicos París 2024, segunda ronda, mítico enfrentamiento porque ya se sospechaba que sería el último y gracias a esa victoria, Djokovic alcanzaría pocos días después lo que nunca antes otro tenista: ganar todos los títulos existentes en el tenis profesional y hacerlo precisamente dejando en el camino a su máximo rival Nadal y al prodigio de Alcaraz en la final. También con este partido, los JJOO se constituirían en otro torneo en el que Djokovic no sería superado por Nadal.Partido 60. Nadal juega el último partido de Gran Slam de su carrera en Roland Garros, siendo derrotado en primera ronda por Zverev. El 19 de octubre, jugarían su último partido profesional en la exhibición Six Kings Slam de Ryadh, Arabia Saudita, un torneo no ATP pero con participantes de renombre como Sinner y Alcaraz, encuentro que también ganaría Djokovic. Este año ve la partida de uno de los mejores tenistas y también uno de los mejores deportistas de todos los tiempos. Nadal se retira del tenis profesional al final de esta temporada. Juega su último partido oficial en la Copa Davis perdiendo 6-4, 6-4 ante Botic Van de Zandschulp, el 19 de noviembre. |

## Resumen enfrentamientos
- Partidos en total: Djokovic 31-29
  - Finales ATP: Djokovic 15-13
- Partidos en Grand Slam: Nadal 11-7
  - Finales de Grand Slam: Nadal 5-4
- ATP Finals: Djokovic 3-2
  - Finales de ATP Finals: Djokovic 1-0
- Masters 1000: Djokovic 16-13
  - Finales de Masters 1000: Empate 7-7
- Otros torneos: Djokovic 4-3
  - Otras finales: Djokovic 4-1
- Por superficie: 
  - Arcilla: Nadal 20-9
  - Dura: Djokovic 20-7
  - Césped: Empate 2-2

## Historia

### 2006: Roland Garros
El primer encuentro entre los dos, que fue el único para este año, fue en Roland Garros en los cuartos de final. La victoria fue para Nadal por doble 6-4, 0-0 y retiró de Djokovic en 114 de minutos de partido.

### 2007: Indian Wells, Miami, Roma, Roland Garros, Wimbledon, Canadá y Tennis Masters Cup
En 2007, se enfrentaron siete veces, Nadal ganó cinco de ellas.
El primer encuentro tuvo lugar en la final del Masters 1000 de Indian Wells. Esta fue la primera final de Masters 1000 de Djokovic, mientras que Nadal estaba pujando por su sexta. Nadal ganó el partido por 6-2 y 7-5. Djokovic, sin embargo, se vengó la semana siguiente, derrotando a Nadal por primera vez en los cuartos de final del Masters de Miami por 6-3 y 6-4 en solo 97 minutos.
se enfrentaron dos veces durante la temporada de gira europea de tierra batida, Nadal continúa su dominio sobre arcilla. Derrotó a Djokovic por un contundente 6-2 y 6-3 em su camino hacia el título en los cuartos de final del Masters de Roma y pasó a hacer lo mismo en su camino hacia un tercer título de Grand Slam, en el Abierto de Francia un mes después. Nadal derrotó a Djokovic por 7-5, 6-4 y 6-2, que estaba jugando su primera semifinal de Grand Slam.
Luego se encontraron por primera vez en césped, en las semifinales de Wimbledon. Después de haber dividido los primeros dos sets, Djokovic se vio obligado a conceder el partido a Nadal cuando esté vencía por 3-6, 6-1 y 4-1.
En el Masters de Canadá en Montreal, Djokovic obtuvo su segunda victoria sobre Nadal por 7-5 y 6-3, derrotando al español en las semifinales en el camino a ganar su segundo título de Masters 1000.
El encuentro final entre los dos durante el año fue en el Round robin de la Tennis Masters Cup 2007 en Shanghái, victoria de Nadal por doble 6-4 en el gigante asiático y dejando el head to head a su favor por 6-2.

### 2008: Indian Wells, Hamburgo, Roland Garros, Queen's, Cincinnati y Juegos Olímpicos
Djokovic y Nadal se enfrentaron seis veces en 2008, Nadal mejoró la ventaja de su carrera contra Djokovic a 10-4, ganando cuatro de sus encuentros.
Djokovic derrotó a Nadal en las semifinales del Masters de Indian Wells por doble 6-3 en su primer enfrentamiento del año.
Nadal derrotó a Djokovic en las semifinales del Masters de Hamburgo en tres sets por 7-5, 2-6 y 6-2. Su tercer enfrentamiento fue en las semifinales de Roland Garros, un Nadal dominante derrotó a Djokovic por 6-4, 6-2 y 7-6(3), llegando a ganar su cuarto título consecutivo en el Abierto de Francia.
Luego, se encontraron en su segunda final en el ATP de Queen's, Nadal ganó su primer título en césped ante Djokovic por un estrecho 7-6(6) y 7-5.
En su quinto encuentro del año en el Masters de Cincinnati, Djokovic derrotó a Nadal en las semifinales por 6-1 y 7-5.
La sexta y última batalla del año se produjo en los Juegos Olímpicos de Pekín 2008 en las semifinales, donde Nadal ganó el partido por 6-4, 1-6 y 6-4 después de que el serbio fallara un increíble smash mandándola fuera, después ganaría la medalla de oro.

### 2009: Copa Davis, Montecarlo, Roma, Madrid, Cincinnati, París-Bercy y ATP World Tour Finals
Se encontraron siete veces en 2009. Nadal ganó los primeros cuatro de sus encuentros, y Djokovic ganó los últimos tres.
Su primer enfrentamiento fue en Marzo en la Copa Davis 2009 entre España y Serbia por la primera ronda, Nadal venció a Djokovic por 6-4, 6-4 y 6-1 y al final los españoles terminaron ganando la serie por 4-1.
La pareja se encontró varias veces en tierra batida y los partidos que los involucraron se convirtieron en lo más destacado de la temporada de arcilla. Se enfrentaron por primera vez en una final de tierra batida en el Masters de Montecarlo, Nadal ganó un juego de tres sets muy disputado por un marcador 6-3, 2-6 y 6-1 y su quinto título consecutivo en el evento. Con el no. 3 en riesgo, Djokovic tuvo que defender su título en el Masters de Roma para evitar caer al número 4 en el mundo. Llegó con éxito a la final, pero perdió contra Nadal por 7-6(2) y 6-2.
Luego se enfrentaron por tercera vez consecutiva en tierra batida, en semifinales del Masters de Madrid. Nadal ganó un encuentro agotador al tener tres puntos de partido en contra en el match del tiebreak del último set por un estrecho 3-6, 7-6(5) y 7-6(9). El partido, duró 4 horas y 3 minutos, fue partido más largo a tres sets en individuales en el ATP World Tour en la Era Open (más tarde superado por el Partido entre Roger Federer y Juan Martín del Potro de Londres 2012, que no tuvo un desempate en el tercer set) El partido fue votado como el mejor partido del año por fanáticos y críticos por igual. Djokovic admitió después que le tomó mucho tiempo superar esta pérdida.
Durante la gira estadounidense de canchas duras, Djokovic derrotó a Nadal por primera vez ese año en el Masters de Cincinnati por 6-1 y 6-4 en solo 92 minutos. Djokovic luego ganó su primer título Masters 1000 del año, aplastando a Nadal en las semifinales del BNP Paribas Open en París por 6-2 y 6-3.
El español y el serbio tuvieron su último enfrentamiento del año, en el ATP World Tour Finals 2009 en Londres. Djokovic ganó el partido en sets corridos por 7-5 y 6-3, quedando 2-1 en la fase de round robin.

### 2010: Abierto de EE. UU. y ATP World Tour Finals
Se encontraron solo dos veces en 2010, y Nadal ganó ambos encuentros.
Djokovic y Nadal se enfrentaron por primera vez en una final de Grand Slam en el US Open. Nadal ganó el partido por un estrecho 6-4, 5-7, 6-4 y 6-2, convirtiéndose así en el jugador más joven en la Era Abierta en completar el Grand Slam carrera con solo 24 años y 4 meses y además hasta la fecha es el único tenista, junto a Andre Agassi en completar el Golden Slam(Ganar los cuatro grandes y el oro olímpico). Este juego tardó 3 horas y 43 minutos en completarse, además Nadal quedaba 5-0 en finales entre ambos.
Su segundo encuentro se produjo durante el Round Robin del ATP World Tour Finals 2010, donde Nadal venció a Djokovic en por 7-5 y 6-2, dejando el head to head 16-7 a favor del español.

### 2011: Indian Wells, Miami, Madrid, Roma, Wimbledon y Abierto de EE. UU.
Djokovic y Nadal se enfrentaron 6 veces en 2011, y el serbio ganó todas ellas, reduciendo su récord negativo frente a Nadal de 7-16 a 13-16. También remontó un 0-5 en finales hasta tal punto de obtener récord positivo frente a Nadal de 6-5. Además, ese año el serbio desplazó al español del Núm. 1 del ranking mundial al llegar a la final del Campeonato de Wimbledon. De esa manera terminó el reinado de Federer y Nadal durante 7 años en el cual alguno de los 2 estaba en lo más alto del escalafón mundial.
En el primer encuentro en el Masters de Indian Wells, Djokovic venía de ganar el Abierto de Australia por 2a vez en su carrera. El serbio venció a Nadal por primera vez en una final al derrotarlo en 3 sets (4-6, 6-3, 6-2). Nadal estuvo seguro en el primer set, pero desapareció en los 2 siguientes. Djokovic salió como Núm. 2 del mundo tras haber vencido a Roger Federer en semifinales.
Dos semanas después, en el Masters de Miami Nadal venía con la esperanza de lograr uno de los Masters 1000 que no ha conseguido, pero Djokovic seguía con su racha de 23 victorias consecutivas y de nuevo venció al español consiguiendo su segundo Masters de Miami al derrotar a Nadal por 4-6, 6-3, 7-6 (2).
En la temporada de ladrillo se enfrentaron en 2 finales de Masters 1000 (Madrid y Roma) y Nadal defendía ambos títulos. Djokovic ganó en la final de Madrid 2011 por 7-5, 6-4 y llegó a tener una ventaja de 4-0 en Madrid. Nadal desperdició una ocasión para confirmar quiebre en el 2-0 del siguiente set. Djokovic terminó de esa manera 37 victorias consecutivas de Nadal en tierra batida y obtuvo su primera victoria sobre Nadal en dicha superficie.
En Roma, el serbio volvió a ganar esta vez por doble 6-4. Djokovic estaba bastante agotado por la semifinal ante Murray por lo que quería que los puntos fueran rápidos, pero por un tiempo Nadal aguantó sus ataques. En el octavo game del primer set, Djokovic quebró el saque de Nadal quedándose 5-3. El español le devolvió la rotura, pero volvió a ceder su saque y el serbio se quedó con el 1r set. Djokovic quebró rápido en el 2.º set pero Nadal remontó e igualó a 3. Pero Djokovic incomodó mucho el saque del español y le rompió el servicio de nuevo a Nadal en el décimo game y ganó el partido en su 3r Match Pont.
En Roland Garros, Nadal ganó su sexto título al vencer a Roger Federer en la final. El propio Federer terminaría la racha de Djokovic de 42 victorias consecutivas en semifinales de dicho torneo.
Se volvieron a ver las caras en la final de Wimbledon, donde Novak ya era Núm. 1 mundial al llegar a la instancia decisiva, posiblemente su encuentro más importante del año. En un concurso de 2 horas y 28 minutos, Djokovic superó a Nadal en cuatro sets, ganando su primer título de Wimbledon. El primer set fue muy parejo pero Djokovic quebró al final y se llevó el primer parcial. El segundo set el serbio se lo llevó rápidamente con un 6-1. Nadal le devolvió el gesto en el 3º con un 1-6. Pero Nadal erró en los momentos cruciales del 4º set y Djokovic quebró su saque. Nadal se quedó sin otro de los títulos que había logrado el año anterior.
En el último Grand Slam del año, el belgradense y el mallorquín reavivarían la final del año pasado. Djokovic venía de salvar 2 match ponts frente a Roger Federer en semifinales. Nadal quebraría rápidamente en el primer juego del primer set pero Djokovic remontó de manera espectacular y ganó el primer parcial por 6-2. Ganó el 2.º 6-4 y estaba cerca de servir para campeonato en el 6-5 del 3.º pero Nadal dio batalla y ganó el parcial en el tiebreak, pero la supuesta lesión de Djokovic le rompió el ritmo a Nadal, que desapareció en el cuarto parcial que perdió por 1-6. De esta manera, Nadal pierde otro título que había logrado el año anterior.
Djokovic firmó su mejor temporada como tenista al lograr diez títulos en ese año, entre ellos tres Grand Slam y cinco Masters 1000. Ganó setenta partidos y solamente perdió seis. Nadal, en cambio, tuvo una mala temporada al no defender con éxito casi ninguno de los títulos que había logrado el año anterior y sin vencer a Djokovic en las seis finales que se enfrentaron. Solamente pudo ganar Roland Garros y el Masters de Montecarlo, torneos en los cuales no se encontró con Djokovic.

### 2012: Abierto de Australia, Montecarlo, Roma y Roland Garros
Djokovic y Nadal se encontraron cuatro ocasiones en 2012 y Nadal ganó tres.
El 29 de enero se enfrentaron por primera vez en 2012 en la final del Abierto de Australia 2012, Nadal venía de vencer a Federer en semifinales en cuatro mangas, mientras que Djokovic llegaba a la final tras un exigente duelo a cinco sets contra Andy Murray; aunque a diferencia de Nadal con un día de descanso más, en la primera manga Rafa pegaría primero en el quinto juego para quedar 3-2 arriba y saque, después confirmaría el quiebre tras salvar dos breaks points (4-2) dos games después Nole le devuelve la mano y recupera el quiebre (4-4), en el 5 iguales Nadal quebró el servicio de Djokovic y cerró la primera manga con un 7-5 en 80 minutos. En el segundo set Djokovic se mostró mejor con tiros más potentes y planos, a pesar de la resistencia de Nadal este se vio postegardo y terminó cediendo en el cuarto juego (3-1), en el noveno juego Nadal salvó tres puntos de set y quebró el servicio del serbio para quedar 4-5 abajo y más tarde entregaría el segundo set tras un doble falta por 6-4. En el tercer set se vio la mejor versión de Djokovic, más el bajón de nivel le permitieron ganar el 3° por un contundente 6-2. El cuarto set fue el más emocionante del partido, ambos ganaron fáciles sus juegos hasta el sexto, en el séptimo juego Nadal se encontraba 3-3 y 0-40, con Djokovic encendiendo las alarmas, pero Nadal sacó su garra y ganó 5 puntos seguidos para seguir vivo en el partido, tras quedar igualados 4-4 la lluvia hizo parar el encuentro 10 minutos, una vez reanudado el partido Djokovic ganó su juego en blanco para igualar a 6 el marcador e irse a un Tiebreak, estando 5-3 arriba Djokovic (solo 2 puntos más y ganaba el campeonato) Nadal ganó dos rallies espectaculares para nivelar a 5 y luego tras una derecha larga de Djokovic terminó por llevarse el set por 7-5 gritandolo con el alma y arrodillándose en el piso tras 5 horas de una épica batalla que aún le quedaba un set más, al comienzo del quinto set, más allá de las cinco horas de partido, parecía que la escena volcaba contra Djokovic, que ofrecía imagen de cansancio y apariencia de hallarse contracturado: Nadal puso la directa y se colocó con 4-2 y servicio, a un paso de abrir una brecha insalvable, sacando 4-2 y 30-15 Nadal falló un revés paralelo increíble que lo hubiera dejado a puertas de su segundo Abierto de Australia. El ojo de halcón confirmó que era malo y eso levantó anímicamente a Djokovic que sacó fuerzas de flaquezas y recuperó el break (3-4), después presionó el servicio de Nadal con saques planos y quebró en el undécimo juego, sacando para campeonato 6-5 Nadal tuvo una bola de "break" pero la desperdicio, después ganó su punto tras un error no forzado de Nadal, con ventaja para ganar Australia 2012 Djokovic le pedía al cielo un punto más, después de eso sacó a la "T" Nadal respondió con un slice cortó y Djokovic definió con un drive paralelo, para ganar su tercer título en Australia (2008, 2011, 2012) en 5 horas y 53 minutos por parciales de 5-7, 6-4, 6-2, (5)6-7 y 7-5. El mallorquín llamó a esta derrota como la más dura en su carrera, y el mejor partido que ha jugado. Djokovic afirmó que nunca olvidaría ese momento y que la definiría como la victoria que lo marcaría.
El 22 de abril Se re-encontraron casi tres meses después de Abierto de Australia 2012 en la final del Masters de Montecarlo 2012, esta vez, Nadal ganó su octavo título consecutivo después de derrotar a Djokovic con facilidad por 6-1 y 6-3 en 78 minutos, Nadal desarbolo a su rival con dos quiebres en el set primer set para ganar 6-1 y luego de ganar 6 juegos seguidos para quedar 4-0 en el segundo Djokovic quebró quedando 1-4 pero solo sería una anécdota ya que Nadal no aflojó más su servicio y terminó ganando por 6-3, era la primera vez desde Noviembre de 2010 que Nadal vencía a Djokovic en el ATP World Tour Finals 2010. Se habían enfrentado en siete finales desde Marzo de 2011 hasta Enero de 2012, y todas ganadas Djokovic, cortando su racha negativa de 7 partidos consecutivos perdidos contra el belgradense.
Casi un mes después el 21 de mayo jugaron su tercer encuentro del año en la final del Masters de Roma, inicialmente la final debía jugarse el domingo 20 pero la lluvia retrasó el compromiso, en la revancha de 2011 en el Foro Italico, Nadal derrotó a Djokovic por 7-5 y 6-3 en 2 horas y 19 minutos, tras un partido muy parejo hasta el 10° juego del primer set cuando un juez de línea marcó fuera un tiro del serbio. El juez de silla cambió la decisión, pero después Nadal ganó el desafío con repetición y luego mantuvo su servicio para ponerse 5-5, justo en el momento donde Djokovic mejor jugaba y Nadal solo registraba un 48% de 1° servicio, después de la discusión Djokovic se vio afectado de haber ganado el punto hubiera tenido dos set points, después Nadal quebró el servicio de Djokovic tras este último dejará una pelota en la red y luego cerró con su servicio el primer set, esto causó el enfado del serbio que estrelló su raqueta en uno de los poste de la red y recibió una advertencia, el serbio perdió inmediatamente su servicio en el segundo quedando 0-1 y restando, después sacando 3-5 cometió una doble falta que le dio Nadal su 49° título en su carrera y recuperó el trofeo que había ganado cinco veces antes. Djokovic fue el campeón defensor, también Nadal recuperó el número dos del Ranking ATP de cara a Roland Garros por encima de Roger Federer evitando así un cruce con Djokovic hasta la final. En aquel partido Djokovic estuvo muy errático llegando a cometer 41 errores no forzados por solo 10 de Nadal.
La cuarta batalla del año se produjo en el Torneo de Roland Garros el día 10 de junio. Por segunda vez en la historia del tenis, dos jugadores de tenis jugaron cuatro finales consecutivas de Grand Slams uno contra el otro. Este fue un partido de proporciones históricas, ya que Nadal habría roto el récord de Björn Borg de seis títulos en el Abierto de Francia o Djokovic se habría convertido en el primer hombre desde Rod Laver en ganar cuatro Grand Slam en una fila, Nadal en el primer parcial tuvo un inicio perfecto quedando 3-0 arriba y con oportunidad de 4-0 y restando, pero cedió su servicio dos veces y todo quedaba 3-3, tras ese bajón Nadal volvió a quebrar el servicio en el 4-3 tras una doble falta del serbio para ganar el primer parcial por 6-4 en 58 minutos, en el inicio del segundo set Djokovic perdió su servicio por 4°vez en la final, después con puntos espectaculares remontó el marcador y quedó 3-2 sacando, luego en el séptimo Djokovic perdió su saque y terminó rompiendo una raqueta, esto le hizo ganarse el abucheo de todo el público, después del 5-3 de Nadal hubo un pequeño parón por lluvia, de regreso y con las ideas más claras Nadal volvió a romper el servicio de Djokovic y ganó por 6-3 el segundo, en el tercer set al igual que en los dos primeros Nadal empezó quebrando y quedando 2-0 arriba y con el saque, luego Djokovic resurgiría y ganaría 6 juegos seguidos para adueñarse del tercer set por un contundente 6-2, rompiendo tres veces seguidas el saque de Nadal, en el inicio del cuarto set Djokovic quiebra nuevamente u queda 1-0, luego gana su servicio para quedar 2-0, después Nadal ganó su servicio cortando la racha de 8 juegos seguidos de Djokovic en ese instante el partido se suspendió por lluvia cuando el marcador era favorable a Nadal por 6-4, 6-3, 2-6 y 1-2, al día siguiente el lunes 11 de junio se reanudó la final Nadal comenzó quebrando de entrada y en el duodécimo juego Djokovic cometió una doble falta que le dio el triunfo a Nadal por 6-4, 6-3, 2-6 y 7-5 tras dos días de partido, luego de 3 horas y 49 minutos. Nadal finalmente salió victorioso después de 3 derrotas consecutivas en finales de Grand Slam, con esta victoria, Nadal se convirtió en el jugador de tenis más exitoso en el Abierto de Francia, ganando siete títulos del Abierto de Francia, en el frente a frente el Manacor quedó arriba 19-14 en 33 enfrentamientos y 8-7 en finales.

### 2013: Montecarlo, Roland Garros, Canadá, Abierto de EE. UU., Pekín y ATP World Tour Finals
Se enfrentaron en seis ocasiones, con tres triunfos para Nadal y tres para Djokovic.
El 21 de abril se volvieron a reencontrarse después de diez meses, disputando la final del Masters de Montecarlo por tercera vez, pero este fue su primer enfrentamiento desde Roland Garros 2012, y este fue la duodécima vez en las últimas trece ocasiones en que se enfrentaron por el campeonato, el partido comenzó bastante más tarde de lo planeado debido a que la lluvia postergó el encuentro, en la primera manga Djokovic llegó a estar 5-0 y restando, pero Nadal salvó 7 sets points para entregar el primer set con una doble falta por 6-2 en 46 minutos, en la segunda manga sería todo más parejo apear de que Nadal estuvo 4-2 arriba e incluso 6-5 arriba sacando para set, Djokovic fue más en los momentos claves y forzó el desempate en el que fue inmensamente superior a Nadal ganándole por 7-1, en una hora y 52 minutos de esta forma el serbio consigue su primer título en el principado, corta la racha de 46 partidos ganados consecutivos de Nadal en arcilla monegasca e impide que gane un mismo torneo nueve ediciones seguidos lo que hubiese sido un récord en la Era Open.
La segunda batalla fue el 6 de junio por las semifinales de Roland Garros 2013, Nadal (3° del mundo) llegaba como siete veces campeón y se vio emparejado en el mismo lado del cuadro que Djokovic en semifinales, hecho posible por su tercer sembrado, en la primera manga Nadal quebró el servicio de Djokovic en una ocasión y se llevó el set por 6-4, en el segundo Nadal llegó a estar 3-2 arriba al saque pero Djokovic ganó 4 juegos seguidos y ganó por 6-3 el segundo, en el tercero se vio a un Djokovic muy desdibujado que perdió 1-6 (Llevó a estar 0-5 y 15-40), en la cuarta manga en el undécimo juego Nadal quiebra y saca para partido pero en los momentos claves apareció Djokovic y devolvió el quiebre quedando 6 iguales y en el tie-break el serbio se impuso por 7-2, en la quinta y última manga Djokovic quiebra de entrada y queda 2-0 arriba cuando sacaba 4-3 y ventaja gana el juego resolviendo bien un smash pero su estómago toca la red y el serbio se enfrasca en una discusión y pierde el punto, después Nadal aprieta el acelerador y quiebra el servicio de Djokovic para quedar 4-4, después de eso Nadal sube anímicamente y empieza a recuperar pelotas imposibles y Djokovic como en las semifinales de Pekín 2008, empieza a fallar remates que llevan su nombre escrito, en el 7-8 del quinto set Djokovic sacaba 0-40 y manda larga un drive y Nadal gana una de muchas batallas contra Djokovic por 6-4, 3-6, 6-1, (2)6-7 y 9-7 en 4 horas y 37 minutos. Nadal ganó el Open de Francia 2013 después de vencer a Ferrer en la final en sets corridos. Su choque de semifinales con Djokovic fue ampliamente considerado como uno de los mejores partidos de arcilla que se hayan jugado, y Nadal estaba a 2 puntos de la victoria en el 4° set, pero Djokovic lo negó y lo llevó al quinto set donde bajó un descanso 4-2 solo para retroceder y finalmente triunfar 9-7.
Fue un encuentro único en el sentido de que era casi el espejo opuesto a de las casi seis horas de la Final del Abierto de Australia 2012 disputaron donde Djokovic lideraba Nadal 2-1 sets y estaba a 2 puntos de la victoria en el 4 ° set, solo para que Nadal regresara y ganara el 4° set en un desempate y se fuera un descanso en el quinto set. Exactamente de la misma manera, el jugador que lideró por un descanso en el quinto set cometió un error inquietantemente atípico (Nadal se perdió un de revés paralelo fácil a 30-15, 4-2 en el quinto en Melbourne, mientras que Djokovic se topó con la red después de golpear a un lo que hubiera sido un ganador limpio en 4-3 en el quinto en París) solo para generar un cambio de ímpetu para que su oponente rompa y finalmente gane el partido - Djokovic se recuperó para ganar el Abierto de Australia 2012 Final 7-5, mientras que Nadal se recuperó para ganar la semifinal del Abierto de Francia 9-7. Nadal sugirió que era casi una "justicia poética" que ganara este partido después de perder su encuentro brutalmente épico en Australia.
Esta fue solo la segunda vez que Nadal ha sido empujado a cinco sets en el Abierto de Francia en 9 años (El primero siendo contra John Isner en la primera ronda del Abierto de Francia 2011) y se mantiene invicto en encuentros de 5 sets en tierra batida.
El 11 de agosto se enfrentaron por tercera vez en las semifinales del Masters 1000 de Montreal, en la primera manga Djokovic empezó muy tembloroso ante Nadal, cometiendo muchas dobles faltas y perdiendo el primer set por 6-4, luego en el segundo Nadal perdió su servicio una vez y ganó por 6-3 y en el tercer set ambos ganaron sus respectivos servicios y terminaron llegando al tiebreak donde Nadal logró una ventaja insuperable de 6-0, luego Nadal ganó por 6-4, 3-6 y 7-6(2) en dos horas y media de batalla. Nadal luego ganaría el Masters de Canadá, marcando su 25º título ATP World Tour Masters 1000. Además Nadal volvía a ganarle a Djokovic en Pista Dura luego de 3 años desde la final del US Open 2010.
Un mes después sería el cuarto enfrentamiento entre ambos el 9 de septiembre en la final del US Open se enfrentaban por un nuevo título el 1° y 2° del mundo, en la primera manga Nadal quebraría en el tercer juego, 4 juegos después en el séptimo Nadal volvió a quebrar con un tenis agresivo y unos drives demoledores para llevarse el primer set por un contundente 6-2, en la segunda manga el serbio aumento la agresividad y cambiaron los papeles, en el sexto juego luego de un intercambio de 54 golpes Djokovic logró romper el servicio de Nadal para colocarse 4-2 arriba (Segunda vez que Nadal le quebraban el servicio en el torneo, Gasquet lo logró en semifinales primero) luego Nadal respondió con un contrabreak y después Nole quebró por segunda vez consecutiva (5-3) y cerró el set 6-3 en la final norteamericana, en la tercera manga Djokovic comenzó igual de arrollador en el tercer set con un break en blanco, luego en el 6° juego Nadal recuperó el quiebre quedando 3 iguales, en el noveno juego Nadal tras verse con la soga bajo el cuello sacando 4 iguales y 0-40 logró remontar para llevarse el punto y poner en pie a la entregada afición de Flushing Meadows, en medio de un impresionante intercambio de puntos el número 2 del mundo puso sexta y logró llevarse el tercer set por 6-4 celebrándolo con euforia luego de remontar 2 veces en el marcador; la cuarta manga sería menos disputada Nadal quebró 3 de 4 servicios de Djokovic y logró imponerse por un contundente 6-1 en el cuarto en 3 horas y 21 minutos. Aunque no es de la mejor calidad, el partido mostró el espíritu de lucha de Nadal, ya que descendió de 0-2 a un set cada uno, y de 4-4, 0-40 en su propio servicio. Tomaría el título para vencer a Djokovic por sexta vez en los últimos siete enfrentamientos, logrando su tercer título en Nueva York.
El 6 de octubre los dos tenistas se enfrentaron nuevamente en la final del Torneo de Pekín con Djokovic ganando en por un sólido 6-3 y 6-4, dominando gran cantidad de los puntos jugados y además le quebró 2 veces el servicio a Nadal y también le cortó una racha de 26 partidos ganados consecutivos sobre Cemento ese año (primera derrota en la superficie); sin embargo, al llegar a la final, Nadal se ubicó en el puesto número 1 del mundo lejos de Djokovic.
El 12 de noviembre fue su último enfrentamiento de la temporada, Nadal llegaba con 3 de 5 victorias sobre Djokovic y tras la victoria ante Wawrinka en el round-robin se aseguró el número uno por qué en la final del ATP World Tour Finals 2013 era claro favorito para llevarse el último título grande (Grand Slam, Oro olímpico, Copa Davis y Masters 1000) que le faltaba; en la primera manga se vio a un Nadal muy errático en el saque que terminó cometiendo 2 dobles faltas mientras que el serbio dominó con autoridad y cerró el primer set con un ace gracias a un saque bien abierto le dio a Djokovic el set por 6-3 en 44 minutos, luego en el segundo set Nadal siguió cometiendo muchos errores no forzados y le quebraron en el tercer juego (2-1), luego salvó dos macht points cuando sacaba 3-5 para terminar sucumbiendo en el saque de Djokovic para que esté ganase por 6-3 y 6-4 en 93 minutos, ganando su tercer torneo de maestros, y negando a Nadal su primero. Nadal finalizó 2013 como el número 1 del mundo, con Djokovic como el número 2 del mundo, habiendo ganado 24 partidos consecutivos después de perder la final del US Open ante Nadal. Su dominación en 2013 también fue evidente en los rankings de fin de año: en conjunto, acumularon 25,290 puntos, más que los números 3 a 7 combinados.

### 2014: Miami, Roma y Roland Garros
En 2014, se enfrentaron tres veces, todas en finales, con Djokovic ganando los primeros dos encuentros, y Nadal ganando el último.
El 30 de marzo fue el primer enfrentamiento en 2014 en la final del Masters de Miami; Nadal empezó intenso generando de partido un bola de break contra el servicio de Djokovic, que este último logró salvar pero hasta llegó presión del español hacia el saque del serbio, Djokovic se mostró agresivo buscando bolas profundas mientras que Nadal solo le quedaba defenderse es así como en el sexto juego Djokovic quebró el saque de Nadal fácilmente para ponerse 4-2 arriba, no hubo señales de reacción en Nadal que ni siquiera saco su garra ante un Djokovic que lo movía de lado a lado y así el serbio cerró el set por 6-3 y en el segundo fue lo mismo Djokovic quebró en el cuarto juego y ganó por doble 6-3 en tan solo una hora y 23 minutos donde Djokovic fue ampliamente superior; el saque fue el karma de Nadal en esta final ya que solo ganó el 58% de los puntos con el primero mientras que el serbio ganó el 83% y cometió dos errores no forzados menos que el español. De esta forma Djokovic logró su cuarto título en Cayo Vizcaíno (2007, 2011, 2012 y 2014) superando a Pete Sampras y quedando a dos de Andre Agassi. Por el lado de Nadal amplió su "maldición" en el torneo tras perder su cuarta final de cuatro disputadas, ninguno de los tenistas llegaban fatigado a la final ya que ninguno dispuso sus respectivas semifinales debido a la retirada de Tomáš Berdych y Kei Nishikori, en una hecho inédito en la historia de la ATP; en el Ranking ATP Nadal seguía en la cima sacándole 1,920 pts de ventaja a Djokovic, 310 menos que antes de Miami.
Siete semanas después se volvieron a enfrentar esta vez por la final del Masters de Roma 2014 el 18 de mayo anteriormente se habían enfrentado en tres finales del Foro Itálico con el serbio venciendo en 2011 y Nadal en 2009 y 2012; en la final Nadal tomó ventaja rápidamente de 4-1 y servicio pero el serbio rompió a continuación y se colocó 3-4 y 0-40 con el saque de Nadal, pero Rafa logró mantener el saque y rematar en el décimo juego para ganar por 6-4; en el segundo set Djokovic comenzó arrollador situándose 3-0 y cerró por 6-3 el segundo llevando todo a un tercer parcial donde Djokovic nuevamente empezó quebrando y quedando con un marcador de 2-0 e inclusive tuvo chances de aumentar en el tercer juego que duró 10 minutos Nadal logró salvar su saque y luego en el sexto quebró quedando 3 iguales pero el flojo servicio del español fue aniquilado de nuevo en el séptimo y partir de ahí Djokovic jugó mejor ganó su servicio y volvió a quebrar para ganar por 4-6, 6-3 y 6-3 en 2 horas y 19 minutos. El Masters de Roma 2014 es el título N°º19 de Nole en la categoría Masters 1000 y 44 en su carrera igualando al austriaco Thomas Muster también está fue su cuarta victoria seguida sobre el español y el primero que le gana 4 veces en arcilla, para Nadal es la primera vez desde 2004 que llegará a Roland Garros con tres derrotas en la temporada de tierra batida europea (Montecarlo, Barcelona y Roma) sacándole aún 650 puntos al serbio en la batalla por el número uno.
Su último encuentro del año fue el 8 de junio en la final de Roland Garros 2014 siendo este su enfrentamiento 42 entre ambos con el balance favorable a Nadal por 22-19 ante 14,000 espectadores disputaron la final y bajo una sol ardiente (27 °C), en la final Djokovic llevaba como favorito tras ganar Roma frente a Nadal hace 3 semanas y también de ganar la final desplazaba a Nadal al puesto 2 mientras que Rafa llegaba con serias dudas en torno a su nivel tenístico y físico, en el 3 iguales Djokovic quebró el saque de Nadal y nuevamente en el noveno juego para llevarse el primero por 6-3 y comenzar sacando en el segundo, en el segundo set las cosas cambiaron y se vio a un Nadal más agresivo jugando cada vez más adentro de la pista, en el undécimo juego Nadal quebró por segunda vez el saque de Novak en el set y terminó llevándoselo por 7-5 en una hora tras una dura batalla; en el tercer set Nadal quebró en el cuarto juego (3-1) y salvó punto de quiebre en el quinto y séptimo juego, este último con 10 minutos de duración quedó 5-2 arriba y luego quebró nuevamente para ganar la tercera manga por un sólido 6-2; en la cuarta los niveles se equiparon en una manga de idas y vueltas en los primeros juegos quebró Nadal pero en el séptimo juego se puso nervioso dejando escapar la ventaja. Fue en el décimo juego que levantó un 0-30 (Saque de Djokovic) y con una doble falta de Nole y al igual como en 2012 cerró el partido y el torneo por 3-6, 7-5, 6-2 y 6-4 en un poco más de tres horas y media. Por parte de Nadal logró su noveno Roland Garros y Djokovic quedó a un paso de lograr el único Grand Slam que se le resiste y además por primera vez pierde una final en la que ganó el primer en 52 partidos (sumando torneos profesionales, Challenger y Futures).

### 2015: Montecarlo, Roland Garros, Pekín y ATP World Tour Finals
En 2015, se enfrentaron en cuatro ocasiones con Djokovic ganando los cuatro y sin ceder sets.
El 18 de abril se vieron las caras por primera vez en 2015, 10 meses después de la final de Roland Garros 2014; este vez por las semifinales del Masters de Montecarlo, Nadal comenzó quebrando de entrada mostrando solidez, una ventana que mantuvo hasta el cuarto juego ya que Djokovic recuperó lo cedido e igualó a 2, luego en el séptimo juego que duró más de 10 minutos Djokovic logró salvar su servicio para quedar 4-3 y en el octavo quebró a Nadal para después confirmar y ganar por 6-3 el primero en 44 minutos, en la segunda manga ambos mantuvieron sus saques intactos hasta el séptimo juego donde Djokovic desequilibro la balanza a su favor y cerró quebrando nuevamente para ganar por doble 6-3 en una hora y 38 minutos, después en conferencia de prensa Nadal admitió "que no estuvo muy lejos de Djokovic".
Se enfrentaron por segunda vez en el año el 3 de junio en el cumpleaños 29 de Nadal por los cuartos de final de Roland Garros en una final anticipada se enfrentaban el 1° y 7° del mundo; Djokovic comenzó quebrando el saque de Nadal en blanco y luego lo volvería a hacer en el tercero y ganaría su saque para empezar con un cómodo 4-0, Nadal empezaría a resurgir poco a poco logrando al igual que Djokovic cuatro juegos seguidos y nivelar a 4 y restando, justo en el duodécimo juego Djokovic logra quebrar el saque de Nadal para llevarse el primero por 7-5, en la segunda manga Djokovic atacó el revés de Nadal quebrándole el servicio en el octavo juego para ponerse 5-3 y servicio con el que cerró la segunda manga, en la tercera manga Djokovic apretó el acelerador y le ganó por un contundente 6-1 en 2 horas y 25 minutos, para las estadísticas Djokovic logró 45 tiros ganadores por solo 16 de Nadal. Además de caer en París por segunda vez en 10 años (la anterior fue ante Soderling en 2009) también descendió en el Ranking al décimo puesto saliendo del top 8 por primera vez en 10 años; fue la primera victoria de Djokovic contra el español en siete encuentros en el torneo, también se convirtió en el único hombre en vencer a Nadal en los cuatro torneos de Grand Slam, se convirtió en el primer hombre en vencer a Nadal en sets corridos en el mejor de cinco sets en formato de tierra batida, y también en el único hombre que venció a Nadal en arcilla 6 veces. Nadal ahora tiene foja de 70-2 en el Abierto de Francia y un récord de 92-2 para el mejor de cinco sets en arcilla.
Su tercer encuentro fue el 11 de octubre en la final del ATP 500 de Pekín donde Djokovic no le dio opción a Nadal y lo doblegó por un contundente doble 6-2, desde el inicio Djokovic presionó a su rival con golpes demoledores rompió el saque inicial de Nadal y se puso 2-0 arriba, con 3-1 en contra Nadal tuvo dos breaks points (Únicos del partido) pero Djokovic que mostró su mejor versión rescató ambas y acabó llevándose el set por 6-2 en 42 minutos, en el principio del segundo set Nadal sintió una molestia en el pie derecho por lo que pidió ser atendido cuando iban 1-1 y 30-0 al saque Novak luego quebró (aprovechó 4 de las 5 oportunidades de quiebre) para colocarse 3-1 y finalmente terminaría por imponerse 6-2 logrando su sexto título en el Torneo de Pekín, dejando el head to head22-23 aún a favor de Nadal y logrando 7 triunfos en los últimos 8 enfrentamientos ante Nadal.
Su cuarto y último encuentro fue el 21 de noviembre por las semifinales del ATP World Tour Finals 2015, Nadal empezó el partido algo nervioso y dubitativo se reflejó en el marcador de entrada Djokovic quebró en el segundo juego y ganó la primera manga por 6-3 en solo 34 minutos, en el quinto juego del segundo set Djokovic quiebra el saque del español para ponerse 3-2 arriba y saque, finalmente en el noveno juego vuelve a quebrar y gana por un claro doble 6-3 en solo 80 minutos siendo muy superior en todas las facetas del juego en la que ni siquiera concedió una bola de break y nivelado cara a cara con Nadal por primera vez con 23-23, además ganando 8 de los últimos 9 enfrentamientos.

### 2016: Doha, Indian Wells y Roma
En 2016, se enfrentaron en tres ocasiones y en las tres ganó Djokovic.
Su primer enfrentamiento fue el 9 de enero en la final del ATP 250 de Doha en Qatar, en el primer juego del partido Nadal tuvo break point (El único del partido) pero Djokovic lo salvó y de regreso en el segundo rompió el saque de Nadal para tomar una rápida ventaja de 2-0 y en el quinto juego volvería a romper el servicio del español para ponerse rápidamente 5-1 y cerrar el set con su saque por 6-1 en solo 32 minutos; en la segunda manga Djokovic entra con todo y rompe de inmediato el saque de Nadal para ponerse 1-0 y en el quinto juego vuelve a quebrar para escaparse en el marcador y ponerse 4-1 y finalmente en solo 70 minutos Djokovic arrolló a Nadal por 6-1 y 6-2, logrando ponerse en ventaja en el frente a frente por primera vez 24-23 y lograr su 9° triunfo en los últimos 10 encuentros. Es importante destacar que en 2009 Nadal lideraba la serie 14-4.
El 19 de marzo se enfrentaban por segunda vez en las semifinales del Masters de Indian Wells, sorpresivamente de empezada Nadal comenzaría quebrando tras una bola muerta de Djokovic y mandar 2-0 en el marcador, luego Djokovic recuperaría el quiebre y nivelaría a 2 iguales, en el décimo juego Nadal tuvo set point que salvó Djokovic y niveló a 5 iguales el set tuvo que definirse en un tie-break que Djokovic ganó estrechamente por 7-5 en una hora y 10 minutos, en la segunda manga Nadal se apagaría y terminaría cediendo su saque en el sexto juego tras salvar cinco bolas de break en 3 juegos y Djokovic se escapaba por 4-2, luego en el octavo juego Nadal salvó tres macht points con su servicio pero no el cuarto y Djokovic terminó ganando por 7-6(5) y 6-2 en dos horas de partido en un encuentro en el que Nadal fue de más a menos.
Casi dos meses después, el 13 de mayo se volvieron a enfrentar por los cuartos de final del Masters de Roma en el Foro Itálico, Nadal quebraría en la primera bola de break para adelantarse en el marcador por 3-2 luego en el octavo juego salvó tres break points pero no pudo con el cuarto y Djokovic igualó a 4, en el duodécimo juego y luego de salvar cuatro bolas de set, tras un rallie largo (el mejor punto del partido) Djokovic rompía el servicio de Nadal por segunda vez y ganaba la primera manga por 7-5 luego de una hora y 10 minutos, en el segundo parcial de entrada quebraba Nadal colocándose 1-0, en el décimo juego los nervios se apoderaron de Nadal y tras 12 minutos de mucha tensión y 5 set points acaba entregando el servicio ante Djokovic que igualó a 5, se fueron al tie-break y Djokovic terminó ganando por 7-5 y 7-6(4) después de dos horas y media de dura batalla en uno de sus mejores partidos en los últimos dos años, el serbio estiraba el head to head a 26-23 a su favor y acumulaba una racha de 7 victorias consecutivas contra Nadal ganando 11 de los últimos 12 enfrentamientos.

### 2017: Madrid
En 2017 se enfrentaron una vez y ese triunfo fue de Nadal.
El 13 de mayo volvían a enfrentarse después un año exacto desde su último duelo en Roma 2016 (Triunfo de Djokovic por 7-5 y 7-6) en las semifinales del Masters de Madrid en la Caja Mágica, en su enfrentamiento 50 entre ambos llegaban dos realidades completamente distintas, Nadal (5°) venía con dos títulos y tres finales jugando un buen nivel de tenis mientras que Djokovic (2°) venía con un solo título (ATP 250) y con serías dudas en torno a su nivel de juego el claro favorito en esta ocasión era Nadal.
Nadal empezó encendido, rompiéndole en blanco el servicio a Djokovic (1-0), luego en el tercer juego volvería a quebrar y en 20 minutos el manacorí ya estaba 4-0, terminó cerrando el primer set con un aplastante 6-2 en solo 39 minutos, de esta forma Nadal rompía la racha de 15 sets consecutivos de Djokovic sobre el español. En la segunda manga Nadal nuevamente empezaría quebrando, en el cuarto juego Djokovic logró quebrar el servicio de Nadal nivelando a 2 el parcial pero en un abrir y cerrar de ojos Nadal retomó la ventaja con contra-break quedando 3-2 arriba y de ahí en más no soltaría el mando y ganaría por 6-2 y 6-4 (Salvando una bola de break en el 5-4) en una hora y 39 minutos de esta manera Nadal volvía a vencer a Djokovic luego de casi 3 años y 7 partidos, Nadal hizo 2 aces y cometió 1 doble falta, mientras que Djokovic hizo 4 aces y 2 dobles faltas, en las oportunidades de quiebre Nadal tuvo 4/6 y Djokovic 1/2.

### 2018: Roma y Wimbledon
Tras 370 días sin enfrentarse (Más de un año) se vieron las caras en las semifinales del Masters de Roma en el Foro Itálico el día 19 de mayo, las situaciones eran casi las mismas que hace un año, Nadal (2° del mundo) buscaba su octavo título en Roma (Campeón en 2005, 2006, 2007, 2009, 2010, 2012 y 2013) tras cinco años de sequía para recuperar el número uno que perdió en Madrid la semana pasada tras caer ante Thiem en cuartos, mientras que Djokovic (18° del mundo) seguía buscando su mejor versión, en el primer juego Djokovic tuvo dos break points que Nadal logró salvar y rescatar su primer juego, en el sexto juego tras un gran intercambio de golpes que rememoraron los duelos del pasado entre ambos Nadal logró el quiebre para situarse 4-2, justo cuando sacaba para set Djokovic recuperó (4-5) para empatar la contienda y mandarla a un tiebreak, Nadal cerró la muerte súbita con un genial passing shot después de una hora y 15 minutos; en el tercer juego de la segunda manga Nadal rompió en cero el servicio de Djoker y desniveló el marcador, luego de sufrir bastante en el octavo juego Nadal logró rescatar su saque y ponerse 5-3 arriba, en el noveno Nadal cerró el partido en la segunda bola de partido por 7-6(4) y 6-3 en una hora y 56 minutos, en un partido muy parejo hasta el tie-break, reduciendo su historial frente a Djokovic a 25-26, en el servicio Nadal logró 1 aces y 2 dobles faltas mientras que Djokovic 4 aces y ninguna doble falta, en los break points Nadal tuvo 3/5 y Djokovic 1/3.
El duelo 52 entre ambos se jugó el 13 de julio por las semifinales de Wimbledon en la Catedral del tenis, volviendo a jugar 7 años de su último encuentro aquí en 2011 con triunfo de Djokovic en cuatro sets, jugando casi 4 horas después del extenso partido entre Isner y Anderson jugando a los 8 de la tarde en Gran Bretaña (A las 11 PM tenía que terminar la jornada porque ese es el límite) con el techo cerrado, jugando en una especia de cancha indoor. Djokovic salió enchuzado siendo un muro en defensa y siendo muy agresivo desde el fondo, luego de unos servicios complicados para Nadal, Djokovic rompió y se llevó el primer set por 6-4. En el segundo Nadal fue más agresivo jugando más plano, quebrando 2 veces (Nole 1) para llevarse la segunda manga por 6-3. El 3° set fue de los más parejos ganando ambos sus 6 juegos de saque y por ende yéndose a un Tie-Break donde tras 20 puntos Djokovic se llevó el set por un dramático 11-9 luego de que Nadal tuviera 3 set points (1 con el saque) y tras el tie-break se postergó para el día siguiente ya que habían superado la hora límite (11 de la noche) y por reglamento tuvieron que desalojar el estadio con Djokovic a la cabeza por 6-4, 3-6, 7-69 en dos horas y 54 minutos. Al día siguiente reanudaron su encuentro con Nadal al servicio y luego de 15 largos minutos logró asegurar su saque y empezar con el pie derecho la 4° manga, al juego siguiente quebró el saque de Djokovic para ponerse 2-0 y saque, pero dos juegos más tarde Djokovic recuperó el quiebre e igualó a 3, en el octavo juego Nadal quebró nuevamente y quedó 5-3 y sacando para set, aunque no sin complicaciones ya que estuvo 0-40 abajo, pero luego ganar 5 puntos seguidos y se llevó el set por 6-4. El quinto y último set de una de sus mejores batallas estuvo muy igualado, el 8° juego Nadal sacaba 3-4 y Djokovic tuvo su primer break point para sacar para partido, pero la capacidad competitiva de Nadal hizo que igualara a 4 y al siguiente juego tuvo dos break points que no pudo aprovechar y Djokovic quedó 5-4 arriba, en el décimo juego el español estuvo 0-30 a causa de errores, pero ganó 4 puntos consecutivos para igualar a 5, en el decimoquinto juego Djokovic salvó tres break points jugando más agresivo y ambos jugando un tenis monumental para quedar 8-7 arriba, al juego siguiente el serbio tuvo macht point pero Nadal lo salvó con un increíble drop shot que Djokovic dejó en la red e igualó a 8, después en el decimoctavo juego Nadal sacando se resbaló perdiendo un punto clave quedando 0-40 abajo y Djokovic teniendo triple punto de partido, después Nadal fallo un drive cruzado mandándolo fuera de los límites y Djokovic terminó ganando un dramático partido de dos días por 6-4, 3-6, 7-69, 3-6 y 10-8 en 5 horas y 14 minutos (2h54m el primer día y 2h20m el segundo), haciendo recordar su final en Australia 2012 y la semifinal en Roland Garros 2013 volviéndose a encontrar en Grand Slam luego de tres años, además para Djokovic volviendo a la final de un Major casi dos años después y quedando 27-25 en su head to head.

### 2019: Abierto de Australia y Masters de Roma
Después de 4 años y unos cuantos meses, se volvieron a enfrentar en una final de Grand Slam, en este ocasión, en Australia. Este partido fue probablemente uno de los más disparejos en un grande, en el cual el serbio ganó con comodidad en 3 sets; 2 horas y 4 minutos, acumulando 7 trofeos en Australia y con un récord de 7-0 en finales del Abierto Oceánico, y 15 grandes en total, en ese momento a dos del español y a 5 de Federer (Nadal ganó en Francia y Estados Unidos ese mismo año y Djokovic en Inglaterra quedando el récord de grandes en 19-16 a favor de Nadal frente al serbio).
Meses después, se enfrentarían en el Masters de Roma, por séptima vez en su carrera, siendo junto a Roland Garros el torneo en el que más se han enfrentado (7). En este encuentro, en la final del torneo, Nadal ganó un set por 6-0 por primera vez en la rivalidad. Posteriormente, Djokovic se llevó el segundo set, pero Nadal volvió a ser contundente en el último set (6-1). Con esta victoria, Nadal se llevó su Masters 1000 Núm 35, uno más que Djokovic y redujo a 26-28 su historial frente al serbio, en lo que fue el último enfrentamiento en la década del 2010.

### 2020: Copa ATP y Roland Garros
En la nueva década del 2020, se enfrentaron en la final de la nueva Copa ATP, por el segundo partido en este torneo colectivo y el primer encuentro en esta categoría; en este enfrentamiento, Djokovic volvió a mostrar su supremacía sobre Nadal en canchas duras ganándole 6-2, 7-6, empatando la serie frente a España 1-1, aumentando a 20-7 su historial en esta superficie, y a 29-26 en total. Después de este partido, el belgradense jugó el dobles junto a  Viktor Troicki y vencieron al dúo español, ganando la Copa ATP para Serbia.
Con el aplazamiento a octubre por pandemia de COVID, se enfrentaron en la final de Roland Garros por tercera vez. Nadal venció en 3 sets, vengándose de la final de Australia 2019, y superando al serbio tanto en partidos como finales de Grand Slam después de 6 años. Asimismo, le ganó 6-0 en el primer set, el primero encajado por el serbio en Majors. El español igualó a Federer en torneos Grandes con 20 trofeos, alejándose de los 17 del balcánico.

### 2021: Roma y Roland Garros
Nadal ganó su título número 10 en al final del abierto de Roma al derrotar a Djokovic en la final con parciales de 7-5,1-6 y 6-3. A su vez, con este título Rafael Nadal alcanzó a Nole en cuanto al récord de títulos de categoría Master 1000 (36).
El 11 de junio se enfrentaron en la semifinal del Grand Slam Roland Garros, repitiendo lo que el año anterior había sido la final. En esta ocasión, Djokovic derrotó a Nadal por 3-6,6-3,7-6 (7-4) y 6-2.

## Partidos destacados

#### Semifinal del Masters de Madrid 2009
Con Nadal ampliamente considerado como invencible en las pistas de arcilla por muchos en el mundo del tenis, Djokovic surgió como uno de los pocos que pudo poner a prueba su dominio sobre y Nadal el más cercano que llegó a perder por primera vez en este torneo en Mayo de 2009. Fue el partido más largo de un Masters 1000 y de una semifinal en la historia de la Era abierta. Djokovic ocupaba el número 4 del mundo, tomó el primer set 6-3. Pero el No. 1 del mundo Nadal se mantuvo fuerte, salvó tres puntos de partido y finalmente terminó ganando en tres sets luego de cuatro horas y dos minutos por 3-6, 7-6 y 7-6 en lo que llamó uno de sus mejores victorias en su carrera.

#### Final del Abierto de Estados Unidos 2010
Nadal necesitaba este título para completar el Golden Slam, creando mucho bombo antes del torneo. Aún más cuando tendría que enfrentar a Djokovic que tenía un excelente récord en esta superficie. Nadal había perfeccionado su servicio hasta el punto en que se convirtió en su arma más peligrosa. Terminó ganando el partido por 6-4, 5-7, 6-4 y 6-2 convirtiéndose en el tercer hombre en la Era Abierta (después de Andre Agassi y Roger Federer) que completaba el Grand Slam carrera y el segundo hombre en la era abierta para completar un Golden Slam después de Andre Agassi.

#### Final de Wimbledon 2011
La final de Wimbledon 2011 pondría al No. 1 del mundo y campeón defensor Nadal frente al segundo clasificado, Djokovic, que estaba buscando su primer título de Wimbledon. Nadal, en una racha de 20 partidos ganados en el All England Club, fue favorecido por muchos para ganar a pesar de que Djokovic llegó al partido con cuatro victorias en finales sobre Nadal durante el año. Sin embargo, con una victoria de cuatro sets por 6-4, 6-1, 1-6 y 6-3, Djokovic se convirtió en el primer hombre serbio en ganar Wimbledon y por primera vez superó a Nadal en el ranking Nº 1.

#### Final del Abierto de Estados Unidos 2011
La final del Abierto de Estados Unidos 2011 tuvo a Nadal como campeón defensor después de derrotar a Djokovic el año anterior, pero con Djokovic derrotando a Nadal en cinco finales, incluyendo una victoria sobre Nadal en Wimbledon; las expectativas eran altas para que Djokovic ganara su primer título del US Open. En un partido que duró 4 horas y 10 minutos, Djokovic derrotó a Nadal por 6-2, 6-4, (3)6-7 y 6-1 por sexta victoria consecutiva en una final contra Nadal. Con la victoria, Djokovic se convirtió en el sexto hombre en la era abierta en ganar tres de los cuatro grandes en el mismo año.

#### Final del Abierto de Australia 2012
Este partido fue la tercera final consecutiva de Djokovic y Nadal. Fue la final de Grand Slam más larga de la historia con Djokovic prevaleciendo por 5-7, 6-4, 6-2, (5)6-7 y 7-5 en el quinto set en 5 horas y 53 minutos. Ambos jugadores estaban agotados en la medida en que las sillas debían sacarse durante la presentación. El impulso cambió varias veces a lo largo del partido, en una etapa, Djokovic quedó a solo dos puntos de ganar el cuarto set y, por lo tanto, el campeonato. Sin embargo, Nadal logró forzar un set decisivo. Quebró en el quinto juego del quinto set colocándose 4-2 arriba y saque, pero el punto de inflexión fue cuando se perdió un revés ganador en la red en 4-2 30-15, y perdió su oportunidad de consolidar su juego. Leyendas del tenis como Mats Wilander, Björn Borg, Andre Agassi, Pete Sampras, John McEnroe y Stefan Edberg respondieron diciendo que este era el mejor partido de todos los tiempos. La cantidad de conversaciones en los medios sociales como Facebook y Twitter sobre el partido nunca antes se había visto en el tenis. Muchos felicitaron a ambos jugadores por jugar el partido más grande jamás visto, y los medios de comunicación también comentaron sobre la calidad insuperable del partido en sí. Con la victoria, Djokovic llevó su racha de victorias contra Nadal a siete, todas las cuales fueron en finales y 3 fueron finales de Grand Slam.

#### Final de Roland Garros 2012
Este partido fue la cuarta final de Grand Slam consecutiva entre Djokovic y Nadal. Rafael Nadal ganó el primer set por 6-4, Nadal se quedó sin servicio luego de una larga batalla de desgaste. Hubo varias demoras debido a la lluvia irregular, pero ninguna dura más de una hora. Con Nadal liderando por dos sets a uno, y Djokovic liderando 2-1 y sirviendo (hasta un descanso) en el cuarto set, el partido fue suspendido debido a la lluvia; Inicialmente se pensó que Djokovic había ganado impulso, habiendo ganado ocho juegos seguidos antes de la suspensión del partido, sin embargo, Nadal pudo reagruparse y llevarse el cuarto set, y finalmente el partido por 7-5, después de que Djokovic cometiera una doble falta en el punto de campeonato.

#### Semifinal de Roland Garros 2013
Björn Borg lo nombró el mejor partido en arcilla de la historia. John McEnroe lo calificó como uno de los 5 mejores partidos de todos los tiempos. Ambos jugadores produjeron un tenis increíble en lo que era una imagen espejo de la Final del Abierto de Australia 2012. El partido tuvo cambios de ímpetu a lo largo de todo el asunto, pero el más importante ocurrió al final del quinto set cuando Djokovic, tras un descanso, tocó la red con un ganador que lo habría puesto en posición de recibir para el partido (3-5), perdiendo el punto. Nunca se recuperó mentalmente de este error y Nadal salvó el break e inmediatamente se recuperó, y finalmente ganó el set final por 9-7.

#### Cuartos de final de Roland Garros 2015
Djokovic derrotó a Nadal terminando una racha de 39 triunfos consecutivos en el torneo en sets corridos. Después de un primer set altamente competitivo, el nivel de Nadal disminuyó en el segundo y el tercero, lo que permitió a Djokovic finalmente obtener lo mejor de él en el torneo que había dominado durante los últimos diez años. Fue la segunda vez que Nadal perdió en el Abierto de Francia y la única vez que perdió en sets corridos en el evento. Se cumple lo que algunos llamaron, "maldición de Nadal", el que derrota a Nadal no gana Roland Garros, ya Djokovic finalmente perdió en la final ante Stan Wawrinka.

#### Semifinal de Wimbledon 2018
Djokovic derrotó a Nadal en un emocionante juego en cinco sets, que duró 5 horas y 15 minutos y se jugó durante dos días. El partido fue muy anticipado desde el principio, ya que Nadal, el número uno del mundo, no había progresado más allá de la cuarta ronda desde Wimbledon desde 2011 (donde perdió ante Djokovic en finales), y Djokovic por otro lado se estaba recuperando de una larga lesión en el codo y había caído en el ranking. Debido a un retraso causado por una semifinal de seis horas y media entre Kevin Anderson y John Isner, el partido comenzó a última hora de la tarde del viernes. Djokovic y Nadal ganaron el primer y segundo set respectivamente. El tercer set llegó al tie-break y Djokovic salvó tres set points para ganar el set. Como Wimbledon no permite match play después de las 11:00 p.m, el partido se detuvo después de tres sets. El cuarto set, jugado al día siguiente, ofreció muchas oportunidades de puntos de quiebre para ambos jugadores, pero finalmente fue Nadal quien tomó el set. En el quinto set, ambos jugadores mantuvieron su saque para los primeros diecisiete juegos, a pesar de que Nadal tuvo puntos de quiebre en el noveno y decimoquinto juego, y Djokovic en el octavo y decimosexto juego. Al final, Djokovic rompió el servicio de Nadal para cerrar en partido por 10-8 en el quinto.

#### Semifinal de Roland Garros 2021
Encuentro dramático de muy alto nivel de 4 horas y 11 minutos de duración; Nadal llegaba como amplio favorito debido a sus títulos del certamen en los 4 años anteriores y a las 5 derrotas que había infligido a Nole en sus mas recientes 5 juegos en arcilla, la última de las cuales se había dado tan sólo 4 semanas atrás en la final de Roma, también por la contundente victoria de Nadal en la final de octubre del año 2020 y, especialmente, por causa de que Nadal jamás había perdido una semifinal en dicho major. Nole llegaba con más tiempo de juego en cancha al haber superado serias complicaciones frente a Berrettini en cuartos y a Mussetti en ronda de 16 con juegos que se fueron a 4 y 5 sets respectivamente. El partido comenzó con contundencia por parte de Nadal, que ganó los 5 primeros juegos; en ese momento Djokovic se empieza a acomodar ganando los 3 siguientes, pero al final Nadal se queda con el set por marcador de 6-3. En la segunda manga, Nole mejora notablemente su precisión, sus tiros profundos exigen al máximo la movilidad de Nadal y recuerdan al Djokovic del año 2011, estos le permiten tomar el dominio del partido. Nadal también comete errores no forzados poco usuales en él y Djokovic termina igualando el partido a 1 set por lado con marcador final de 6-3. En el tercer set, Nole mantiene su gran nivel, logra quebrar para ponerse arriba 4-2, saca para set cuando iban 5-4 pero Rafa acude a su casta y quiebra, forzando el alargue. Rafa tuvo set point sacando Djokovic, pero se van a un tie break muy disputado al inicio, que Djokovic gana por 7 a 4. El 4 set empieza con quiebre a favor de Rafa, quien lo confirma poniéndose 2-0 arriba con claros indicios de posible 5to set. Sin embargo, ese sería su último juego del partido pues Djokovic ganaría los siguientes 6 demostrando mucha superioridad. El partido fue tan intenso, calidoso e histórico, que ocasionó que el gobierno levantara el toque de queda para que los asistentes pudieran estar al menos una hora más de tiempo en la cancha. Especialistas y aficionados concuerdan en que fue uno de los grandes partidos entre ellos y Djokovic en la entrevista posterior menciona que jugó su mejor tenis y su mejor partido en Roland Garros y uno de los 3 mejores de toda su carrera, teniendo en cuenta los pergaminos de su rival. El 11 de junio de 2021, Nole finaliza una racha de 33 victorias consecutivas de Nadal en el Abierto de Francia.

## Evolución de sus carreras
| Edad (al final de la temporada) | Edad (al final de la temporada) | 18   | 19   | 20   | 21   | 22   | 23   | 24   | 25   | 26   | 27   | 28   | 29   | 30   | 31   | 32   | 33   | 34   | 35   | 36   |
| Temporada de Djokovic           | Temporada de Djokovic           | 2005 | 2006 | 2007 | 2008 | 2009 | 2010 | 2011 | 2012 | 2013 | 2014 | 2015 | 2016 | 2017 | 2018 | 2019 | 2020 | 2021 | 2022 | 2023 |
| Temporada de Nadal              | Temporada de Nadal              | 2004 | 2005 | 2006 | 2007 | 2008 | 2009 | 2010 | 2011 | 2012 | 2013 | 2014 | 2015 | 2016 | 2017 | 2018 | 2019 | 2020 | 2021 | 2022 |
| ------------------------------- | ------------------------------- | ---- | ---- | ---- | ---- | ---- | ---- | ---- | ---- | ---- | ---- | ---- | ---- | ---- | ---- | ---- | ---- | ---- | ---- | ---- |
| Títulos de Grand Slam           | Djokovic                        | 0    | 0    | 0    | 1    | 1    | 1    | 4    | 5    | 6    | 7    | 10   | 12   | 12   | 14   | 16   | 17   | 20   |      |      |
| Títulos de Grand Slam           | Nadal                           | 0    | 1    | 2    | 3    | 5    | 6    | 9    | 10   | 11   | 13   | 14   | 14   | 14   | 16   | 17   | 19   | 20   | 20   |      |
| Victorias en Grand Slam         | Djokovic                        | 5    | 14   | 33   | 51   | 66   | 85   | 110  | 134  | 158  | 180  | 207  | 228  | 237  | 258  | 280  | 296  | 323  |      |      |
| Victorias en Grand Slam         | Nadal                           | 6    | 19   | 36   | 56   | 80   | 95   | 120  | 143  | 157  | 171  | 187  | 198  | 203  | 226  | 247  | 271  | 282  | 291  |      |
| Títulos de Copa Masters         | Djokovic                        | 0    | 0    | 0    | 1    | 1    | 1    | 1    | 2    | 3    | 4    | 5    | 5    | 5    | 5    | 5    | 5    | 5    |      |      |
| Títulos de Copa Masters         | Nadal                           | 0    | 0    | 0    | 0    | 0    | 0    | 0    | 0    | 0    | 0    | 0    | 0    | 0    | 0    | 0    | 0    | 0    | 0    |      |
| Títulos de Masters 1000         | Djokovic                        | 0    | 0    | 2    | 4    | 5    | 5    | 10   | 13   | 16   | 20   | 26   | 30   | 30   | 32   | 34   | 36   | 37   |      |      |
| Títulos de Masters 1000         | Nadal                           | 0    | 4    | 6    | 9    | 12   | 15   | 18   | 19   | 21   | 26   | 27   | 27   | 28   | 30   | 33   | 35   | 35   | 36   |      |
| Títulos                         | Djokovic                        | 0    | 2    | 7    | 11   | 16   | 18   | 28   | 34   | 41   | 48   | 59   | 66   | 68   | 72   | 77   | 81   | 86   |      |      |
| Títulos                         | Nadal                           | 1    | 12   | 17   | 23   | 31   | 36   | 43   | 46   | 50   | 60   | 64   | 67   | 69   | 75   | 80   | 84   | 86   | 88   |      |
| Total de partidos ganados       | Djokovic                        | 13   | 53   | 121  | 185  | 263  | 324  | 394  | 469  | 543  | 604  | 686  | 751  | 783  | 836  | 893  | 934  | 989  |      |      |
| Total de partidos ganados       | Nadal                           | 45   | 124  | 183  | 253  | 335  | 401  | 472  | 541  | 583  | 658  | 706  | 767  | 806  | 873  | 919  | 977  | 1004 | 1028 |      |
| Ranking                         | Djokovic                        | 78   | 16   | 3    | 3    | 3    | 3    | 1    | 1    | 2    | 1    | 1    | 2    | 12   | 1    | 2    | 1    | 1    |      |      |
| Ranking                         | Nadal                           | 51   | 2    | 2    | 2    | 1    | 2    | 1    | 2    | 4    | 1    | 3    | 5    | 9    | 1    | 2    | 1    | 2    | 6    |      |
| Semanas como N°1                | Djokovic                        | 0    | 0    | 0    | 0    | 0    | 0    | 26   | 62   | 101  | 127  | 179  | 223  | 223  | 232  | 275  | 301  | 353  |      |      |
| Semanas como N°1                | Nadal                           | 0    | 0    | 0    | 0    | 19   | 46   | 76   | 102  | 102  | 115  | 141  | 141  | 141  | 160  | 196  | 205  | 209  | 209  |      |

- * = Temporada en curso
- - = Aún no ha disputado esa temporada

Actualizado a fin de temporada 2021.